# Hong Kong
Pour les articles homonymes, voir Hong Kong (homonymie).
Hong Kong (chinois : 香港 ; cantonais Jyutping : Hoeng¹gong² ; cantonais Yale : Hēunggóng ; litt. « port aux parfums » ou « port parfumé »), officiellement la région administrative spéciale de Hong Kong de la république populaire de Chine, est la plus grande et la plus peuplée des deux régions administratives spéciales (RAS) de la république populaire de Chine, l'autre étant Macao. Elle compte environ sept millions d'habitants que l'on appelle « Hongkongais » (en anglais : Hongkongers).
Hong Kong est située dans le Sud-Est de la Chine, sur la mer de Chine méridionale et la rive orientale de l'estuaire de la rivière des Perles, au sein de la mégalopole du delta de celle-ci. Elle occupe une péninsule montagneuse et des îles dont les plus grandes sont Lantau et Hong Kong. Au nord, elle est limitrophe de Shenzhen, dans la province du Guangdong.
L'économie de Hong Kong, très développée, se caractérise par son libéralisme économique et son ouverture au commerce extérieur. Elle est l'une des deux plus importantes places financières d'Asie avec Singapour, derrière New York et Londres au niveau mondial. Les Hongkongais possèdent un indice de développement humain et une espérance de vie parmi les plus élevés au monde.
Colonie britannique à partir du traité de Nankin (1842), rétrocédée à la Chine en 1997 soit cent cinquante-cinq ans plus tard, Hong Kong dispose d'une grande autonomie par rapport au reste de la Chine continentale. Une loi fondamentale particulière détermine son régime politique. Elle obéit au principe « un pays, deux systèmes », qui permet à Hong Kong de conserver son système légal (common law), sa monnaie (dollar de Hong Kong), son système politique (démocratie et multipartisme), ses équipes sportives internationales, ses lois sur l'immigration, son domaine internet (.hk), son indicatif téléphonique (+852) et son code de la route (avec la conduite à gauche héritée de la présence britannique). 
Selon les termes de la déclaration sino-britannique commune, la république populaire de Chine accorde à Hong Kong un haut degré d'autonomie au moins jusqu'en 2047, soit pendant les cinquante ans qui suivent le transfert de souveraineté. Cependant, la promulgation de la nouvelle loi sur la sécurité nationale le 1er juillet 2020, date anniversaire de la rétrocession, fait que l'indépendance du système juridique de la région administrative spéciale vis-à-vis de la Chine continentale a tendance à s'éroder,. Néanmoins, Hong Kong conserve son système de common law qui reste différent de celui de la Chine,, mais qui a évolué en mars 2021 suivant les directives du gouvernement de la république populaire de Chine.
Hong Kong a estimé sa population à 7 399 255 habitants en avril 2025, pour une surface des terres émergées de 1 114,35 km2, soit une densité de population de 6 640 hab./km2. En tant que ville mondiale, Hong Kong compte environ 34 000 résidents de citoyenneté britannique (ils étaient 25 500 en 1996, juste avant la rétrocession) en plus des millions de personnes jouissant d'une nationalité britannique sans citoyenneté (British Nationals (Overseas)), environ 22 000 résidents de nationalité japonaise, 60 000 résidents de nationalité américaine, 300 000 résidents de nationalité canadienne et entre 18 000 et 20 000 résidents de nationalité française, ces étrangers étant majoritairement employés par des multinationales ou des entreprises locales, et y vivant avec leurs familles. Le chinois (principalement le cantonais) et l'anglais sont les deux langues officielles de la ville.

## Histoire
La région de Hong Kong entra dans l’aire de la civilisation chinoise lors de sa conquête par la dynastie Qin, en 214 av. J.-C., après que celle-ci eut soumis les peuples Baiyue. Lors de la chute des Qin, la zone passa au royaume de Nanyue (État précurseur du Vietnam), mais fut plus tard reprise par les Chinois, cette fois-ci Han.
Pendant la conquête mongole de l'empire des Song, la cour des Song du Sud s’installa brièvement sur le sol de l’actuelle ville de Kowloon (site de Sung Wong Toi), jusqu’à sa défaite finale à la bataille de Yamen en 1279. À la fin de la dynastie Yuan, sept grandes familles s'étaient installées dans la région et possédaient la plupart des terres. Un phénomène de migration des colons des provinces voisines vers Kowloon eut ensuite lieu pendant toute la dynastie Ming.
Le premier arrivant Européen fut l'explorateur portugais Jorge Álvares, en 1513. Les marchands portugais établirent un comptoir, qu’ils nommèrent « Tamão », dans les eaux de Hong Kong et commencèrent à commercer avec le sud de la Chine. Ils furent expulsés en 1520 après des affrontements militaires. Les relations commerciales sino-portugaises ne reprirent qu’en 1549.
Bien qu'occupé depuis le Néolithique au moins, le territoire de l’actuelle Hong Kong resta à l’écart de la plupart des événements majeurs de l’histoire de la Chine impériale. Après les guerres de l'opium, qui aboutirent sur les trois traités inégaux de Nankin (29 août 1842), de la Convention de Pékin (24 octobre 1860), et de la Convention pour l'extension du territoire de Hong Kong (9 juin 1898), l'Empire chinois céda ce territoire à l'Empire britannique pour 99 ans, limite repoussée par chaque traité en faisant débuter le délai à leur signature.
Sous domination britannique, Hong Kong devint un important comptoir de commerce à partir des années 1840. La ville fait face à Macao, sur la rive opposée du delta de la Rivière des Perles, colonie portugaise depuis le XVIe siècle. Les deux enclaves constituent les avant-postes de la colonisation européenne en Extrême-Orient.

### Colonisation britannique

Le drapeau de Hong Kong avant la rétrocession en 1997

Dans les années 1830, l'île de Hong Kong ne compte qu'environ 7 500 habitants, pêcheurs Tankas surtout, et producteurs de charbon de bois Hakkas. Toutefois, elle occupe une position stratégique. Elle est située devant le delta de la rivière des Perles, donc à la sortie de Canton, seule ville de Chine alors autorisée au commerce avec les étrangers. Le site permet aussi d'établir un port en eau profonde, capable d'accueillir des navires à fort tirant d'eau. Pour cette raison, les Britanniques occupent l'île lors de la Première guerre de l'opium, entre 1839 et 1842. Par le traité de Nankin, la Chine la cède officiellement, et pour toujours, au Royaume-Uni qui en fait une base stratégique pour le commerce en Extrême-Orient. Dix ans plus tard, l'île compte 33 000 habitants. À partir des années 1850, la Révolte des Taiping entraîne l'arrivée de nombreux réfugiés.
À l'issue de la Seconde guerre de l'opium (1856-1860), le territoire de Hong Kong s'agrandit : la Chine cède la péninsule de Kowloon, située au nord de l'île (convention de Pékin, 1860). Le recensement de 1865 décompte 125 504 résidents, dont 2 000 Européens ou Américains.
En 1898, l'Allemagne, la France et la Russie acquièrent des droits sur différents territoires chinois. En réaction, le Royaume-Uni cherche à agrandir sa colonie de Hong Kong. Il signe avec la Chine la Convention pour l'extension du territoire de Hong Kong, qui lui attribue un bail emphytéotique de 99 ans sur des zones adjacentes à Kowloon et sur les îles environnantes. Ces espaces, appelés les Nouveaux Territoires, furent pendant longtemps peu exploités ; les premiers grands projets de mise en valeur de la zone n’intervinrent que dans les années 1970.

### Occupation japonaise (1941-1945)
Après 18 jours de combats acharnés, Hong Kong est prise par l'Armée impériale japonaise le 25 décembre 1941 et son gouverneur, le Britannique Mark Aitchison Young, est fait prisonnier. Hong Kong sera libérée en août 1945 et le gouverneur Young rétabli à son poste dès 1946.

### Colonie britannique pendant la période communiste
La croissance démographique se poursuit, et différentes activités économiques se développent. La population reste pourtant assez pauvre en moyenne. Hong Kong compte 1,6 million d'habitants en 1941. Le territoire souffre très fortement lors de l'occupation japonaise après l'attaque de Hong Kong par le Japon, et la population redescend à 600 000. Avec l'arrivée au pouvoir des communistes en Chine (1949) se produit un afflux de réfugiés. Le sinologue Jean-Luc Domenach indique que lors de la grande famine consécutive au Grand Bond en avant, 140 000 à 200 000 personnes seraient entrées illégalement à Hong Kong en 1961-1962.
Hong Kong connaît à partir des années 1960 un essor économique. Celui-ci est d'abord fondé surtout sur le textile, puis, à partir des années 1970, la finance prend une place prépondérante.
À partir de 1979, le président chinois Deng Xiaoping entreprend d'ouvrir économiquement la Chine avec l'étranger. L'expérience se limite d'abord à des zones économiques spéciales. Parmi les premières zones à bénéficier de ces investissements, l'une d'entre elles connaît un développement spectaculaire, c'est Shenzhen, située aux portes de Hong Kong. Hong Kong devient alors un point stratégique pour les échanges avec la Chine : presque tous viennent de la colonie britannique, ou tout au moins transitent par elle.
Après les manifestations de la place Tian'anmen en 1989, l'opération Yellow Bird, organisée à partir de Hong Kong, permet d'exfiltrer 400 dissidents chinois qui trouveront refuge en Occident.

### Rétrocession à la Chine

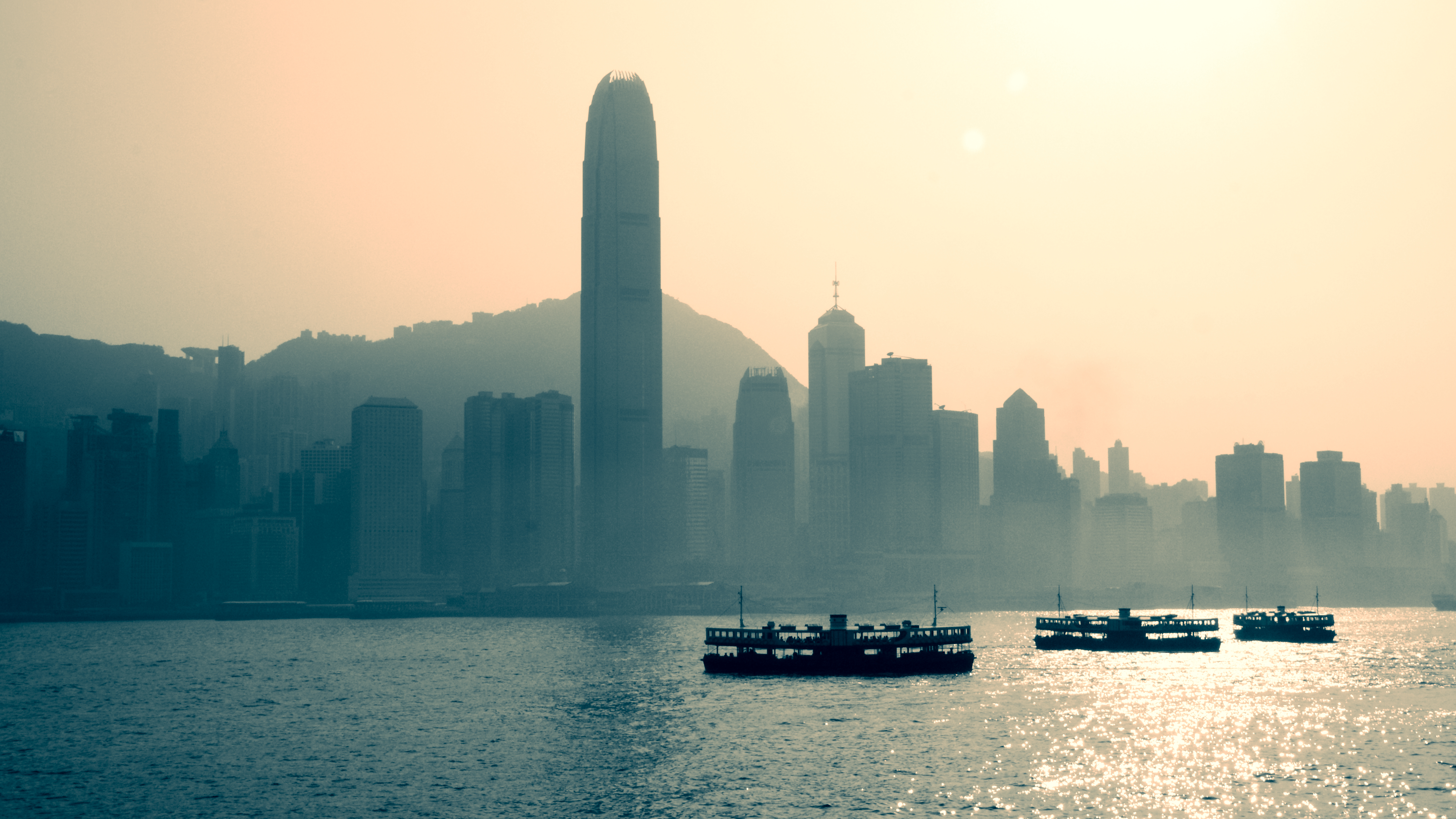
Hong Kong en 2013

Les Nouveaux Territoires ayant été loués pour 99 ans sont revenus à la république populaire de Chine au terme du bail en 1997. L'île de Hong Kong et la presqu'île de Kowloon, cédées à perpétuité au Royaume-Uni, auraient théoriquement pu rester britanniques. Toutefois, l'aménagement du territoire de Hong Kong, qui avait intégré les Nouveaux Territoires dans un même ensemble urbain, rendait impossible une séparation qui impliquait l'établissement d'une frontière (les lignes de métro passaient d'une zone à l'autre, le futur nouvel aéroport était dans les nouveaux territoires, etc.). C'est pourquoi il est apparu incontournable de restituer à la Chine la totalité du territoire de Hong Kong. Ce qui fut annoncé par la déclaration commune sino-britannique, signée le 19 décembre 1984, par laquelle le Royaume-Uni s'engageait à remettre à la Chine l'ensemble de la colonie en 1997. La république populaire de Chine, quant à elle, s'engageait à maintenir les systèmes économique et législatif et le mode de vie hongkongais pendant 50 ans. C'est la politique dite « un pays, deux systèmes ». Le 1er juillet 1997, Hong Kong devient la première région administrative spéciale chinoise. L'évènement donne lieu à une cérémonie retransmise dans le monde entier en présence du prince Charles, alors héritier de la couronne britannique.
À la fin de la même année, Hong Kong est touchée par la crise asiatique de 1997. Comme les autres pays asiatiques, elle fait face à un afflux massif de capitaux étrangers qui se retirent ensuite, déstabilisant la monnaie puis l'économie des pays.
Six ans plus tard, en 2003, l'épidémie de SRAS, née en Chine fin 2002, y fait 293 morts.
Chaque année le 1er juillet, des manifestations pour défendre la démocratie sont organisées. Le 1er juillet 2014, 500 000 personnes défilent pour défendre la démocratie.
Le 9 juin 2019, un projet de loi sur l'extradition des opposants politiques en Chine provoque une manifestation massive regroupant plus d'un million de personnes. Le 16 juin 2019 toujours à la suite du projet de loi, c'est 2 millions de personnes qui défilent et obtiennent des excuses officielles. Le 1er juillet, les manifestants entrent de force dans le bâtiment du Conseil législatif. Le 8 juillet, le gouvernement de Carrie Lam annonce que le projet de loi est « mort » mais les protestations continuent malgré tout, revendiquant plus largement une plus grande autonomie et la non-ingérence de Pékin dans le processus démocratique. Le 24 novembre 2019, le camp pro-démocrate gagne une victoire écrasante aux élections locales hongkongaises de 2019.
En mai 2020, le gouvernement chinois annonce soumettre au vote de l'Assemblée nationale populaire la loi sur la sécurité nationale en vertu de l'article 23 de la loi fondamentale de Hong Kong. Similaire à la loi pour la maintenance de la sécurité nationale (en) de Macao, promulguée en 2009, elle a également pour objet l'interdiction de « la subversion, la sédition et la sécession ». L'annonce de ce projet de loi a eu pour effet de relancer les manifestations pro-démocratie, mises en pause en raison de la pandémie de Covid-19. Les manifestants craignent que cette loi ne mène directement à la fin de l'autonomie de Hong Kong sans attendre la date de 2047. Selon Le Monde, le nouveau texte met brutalement fin à une exception démocratique et limite considérablement, voire annihile, les libertés civiles et politiques de n’importe quel citoyen en désaccord avec le système chinois ou avec le gouvernement de Pékin.
À la suite du vote de la loi sur la sécurité par le parlement de la république populaire de Chine le 28 mai 2020, le Royaume-Uni considère que la république populaire de Chine porte atteinte, sans attendre la date butée de 2047, au principe d’un pays, deux systèmes et « viole l’autonomie et les libertés du peuple de Hong kong » tels que prévus dans les modalités de la rétrocession,. Avec l’entrée en vigueur de cette nouvelle loi sécuritaire à Hong-Kong le 30 juin 2020, le gouvernement britannique décide de donner à tous les Hongkongais qui peuvent prétendre au statut britannique d'outre-mer (en anglais : British National Overseas (BNO)), soit trois millions de personnes, « la possibilité de vivre et de travailler, puis par la suite de demander la citoyenneté » au Royaume-Uni.
Les élections législatives qui doivent avoir lieu en septembre 2020 sont suspendues, et se déroulent en décembre 2021 selon un nouveau code électoral tandis que l'arrestation de plus de 150 opposants a déjà eu lieu. L'abstention a été de 70 %.
L'élection en 2022 du chef de l'exécutif John Lee, choisi par Pékin, et seul candidat du mode de désignation prévu par le nouveau code électoral, contribue à l'accélération de l'exode de Hongkongais en désaccord avec l'évolution du régime.

## Organisation politique, judiciaire et administrative
D'un point de vue juridique, Hong Kong se distinguait nettement de la Chine continentale lors de la rétrocession, la région appliquant le système de common law et le respect de libertés fondamentales tels qu’hérités des britanniques. Cependant, la loi fondamentale de la région administrative spéciale de Hong Kong en application depuis la rétrocession prévoit que ces dispositions puissent être interprétées et/ou évoluer suivant certaines conditions ; cette loi précisant néanmoins que le système socialiste de la république populaire de Chine ne sera pas appliqué à Hong Kong (cf. article 5 de cette loi en version anglaise).
La nouvelle loi de sécurité nationale votée par le parlement de la république populaire de Chine, et promulguée le 30 juin 2020 par la chef de l’exécutif de Hong-Kong, met fin, de fait, à ce régime spécial.

### Système politique

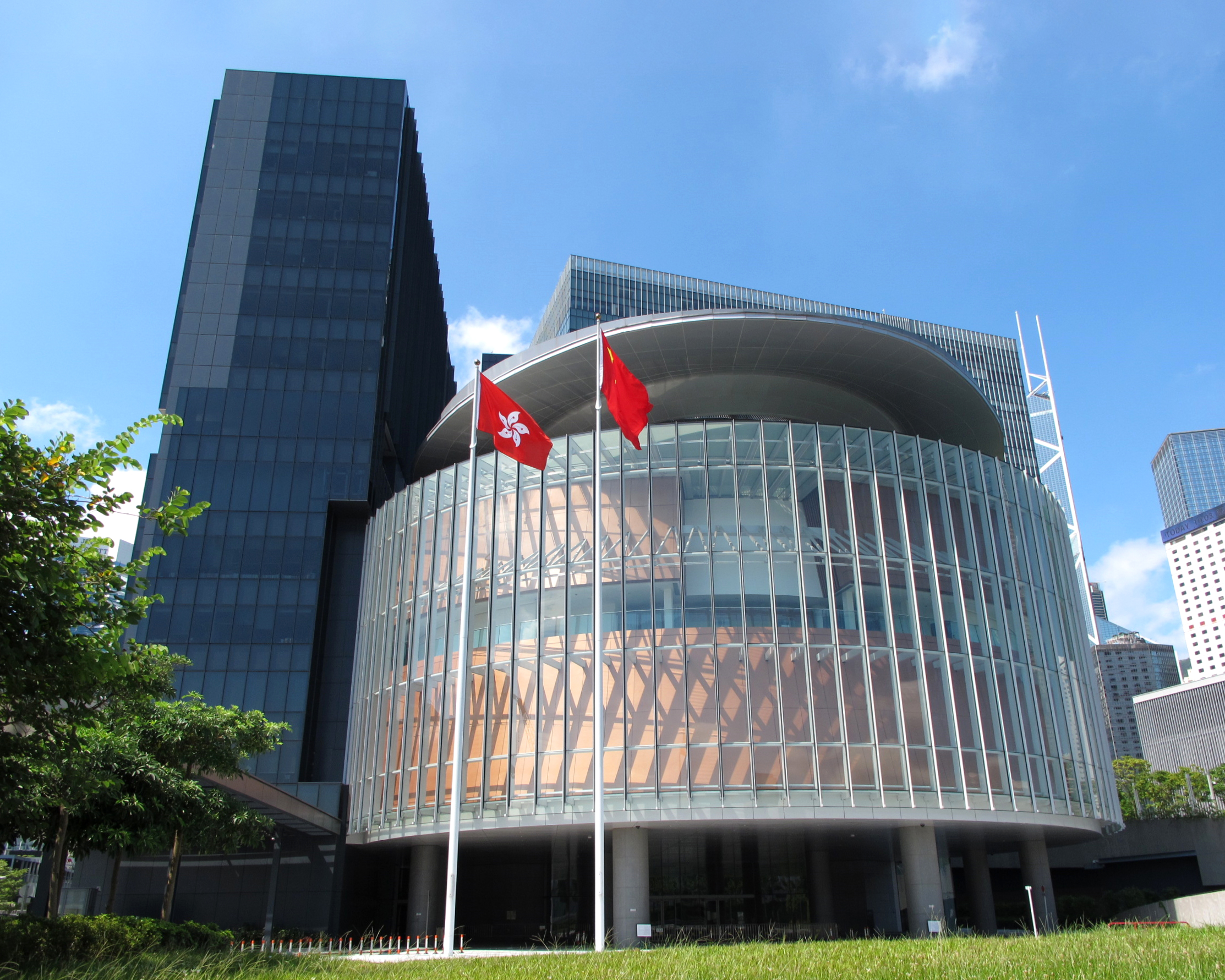
Le bâtiment du Parlement de Hong Kong (LEGCO).

#### Constitution
Le document faisant office de constitution est la loi fondamentale de la région administrative spéciale de Hong Kong. Rédigée à la fin des années 1980 en prévision de la rétrocession de Hong Kong à la Chine, elle est le fruit d'une négociation entre représentants de la colonie et chinois continentaux. Elle a été votée par l'Assemblée nationale populaire en 1990 et est entrée en application en 1997.

#### Parlement
Le conseil législatif, communément appelé LEGCO, constitue le parlement de Hong Kong. Avant 2021, ses 60 membres étaient élus tous les quatre ans, mais pas en même temps que le chef de l'exécutif. La loi fondamentale disposait que :
- 30 membres sont élus au suffrage universel, avec un système de cinq circonscriptions géographiques : l'Île de Hong Kong, Kowloon Est, Kowloon Ouest, Nouveaux Territoires Est, Nouveaux Territoires Ouest ;
- 30 membres sont élus dans 28 groupes socio-professionnels dans lesquels seule une minorité a le droit de vote[40].

En mars 2021, le président de la république populaire de Chine promulgue une réforme du système électoral hongkongais. La nouvelle loi prévoit que le LEGCO passe à 90 membres : 20 sièges sont attribués au suffrage universel direct, 40 sièges sont attribués par un comité de personnalités « pro-Pékin » et les 30 derniers sièges sont désignés par des groupes socioprofessionnels comme précédemment. Tous les candidats devront au préalable avoir été approuvés sur la base de rapports préparés par l’organe chargé de la mise en œuvre de la loi sur la sécurité nationale à Hong Kong (comité pour la sécurité nationale et police de la sécurité nationale).

#### Gouvernement
Hong Kong est dirigée par un chef de l'exécutif, placé à la tête du gouvernement pour cinq ans. Selon l'article 45 de la loi fondamentale, celui-ci est « choisi par une élection ou des consultations tenues localement » et nommé par le président chinois. Une annexe précise qu'il doit être élu par une assemblée de huit cents personnes représentant différents corps de métiers et organisations. La façon exacte par laquelle on détermine la composition n'est pas précisée dans la constitution. Celle-ci indique seulement qu'elle doit être fixée par une loi et « en accord avec les principes de démocratie et de transparence ». Il nomme les autres membres de l'exécutif.
Carrie Lam est chef de l'exécutif à partir de mars 2017. Elle est remplacée par John Lee à l'été 2022.
Le 29 décembre 2007 le gouvernement chinois a annoncé que le suffrage universel, présenté par la loi fondamentale de Hong Kong comme objectif ultime, pourrait être mis en place en 2017, promesse réitérée en août 2014 pour les futures élections de l’exécutif hongkongais.

### Système juridique

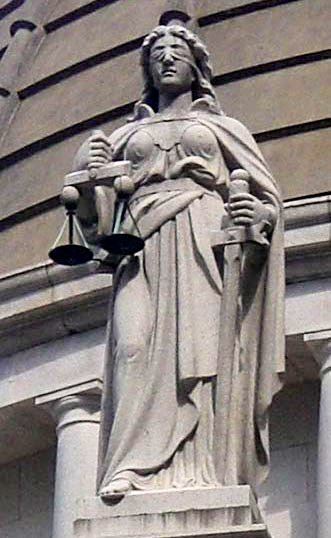
Themis : une statue sur le fronton du bâtiment de la Cour de Cassation (Court of Final Appeal) de Hong Kong.

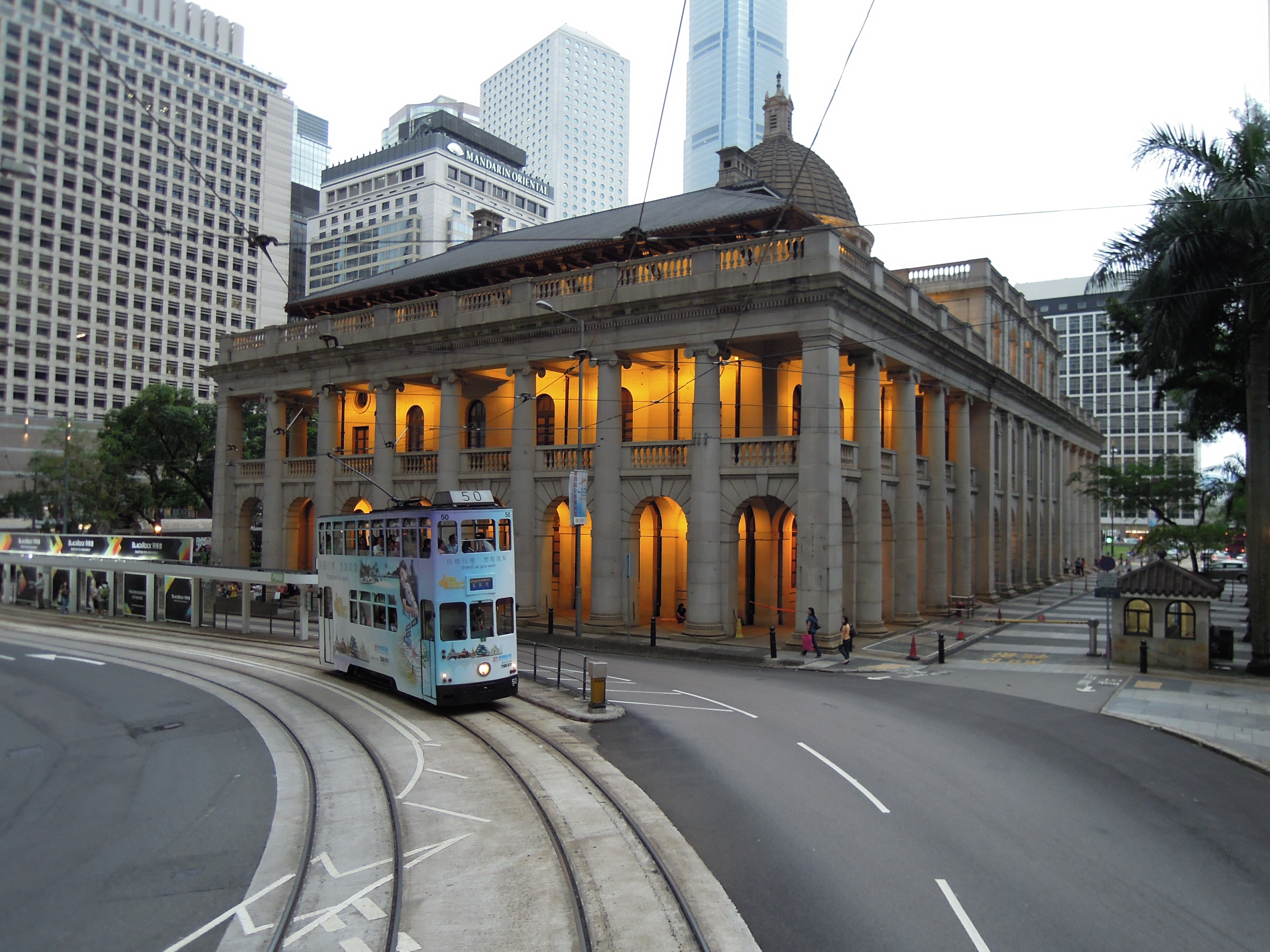
Bâtiment de la Cour d'appel final

En vertu de la loi fondamentale de Hong Kong et de la déclaration commune sino-britannique, Hong Kong a un système légal et judiciaire distinct de celui de la Chine continentale. D'ailleurs, le système juridique est considéré comme le meilleur en Asie, selon le think tank américain « Political and Economic Risk Consultancy (PERC) », devant ceux de Singapour, du Japon et de Corée du Sud.
Hong Kong a ainsi gardé la tradition de common law établie lors de la colonisation britannique alors que la Chine continentale obéit à un système de droit civil. De plus, les règles de common law et les lois en vigueur avant la rétrocession restent valables sauf si elles contredisent la loi fondamentale. Hong Kong n'obéit pas aux lois nationales de la république populaire de Chine sauf exceptions (défense, affaires étrangères).
L'article 84 de la loi fondamentale autorise les tribunaux hongkongais à se référer à la jurisprudence des autres tribunaux de common law, selon le principe du précédent. Les articles 82 et 92 autorisent l'invitation de juges d'autres juridictions de common law à participer à la procédure de la cour d'appel finale de Hong Kong et à siéger comme juge de Hong Kong.
Le système judiciaire hongkongais consiste principalement en une Cour d'Appel finale qui remplace le Comité judiciaire du Conseil privé, la Haute Cour, composée de la cour d'appel et de la Cour de première instance et la District Court qui inclut la Cour familiale.
Les juges de la cour d'appel finale sont nommés par le chef de l'exécutif hongkongais. La loi fondamentale de Hong Kong peut être interprétée par le Comité permanent de l’Assemblée nationale populaire. Ce pouvoir a été invoqué trois fois.
Comme au Royaume-Uni, les avocats hongkongais peuvent être des barristers ou des solicitors mais ne peuvent cumuler les deux fonctions. La grande majorité sont des solicitors qui sont diplômés et régis par la Law Society of Hong Kong, alors que les barristers le sont par la Hong Kong Bar Association.
Cependant, après l’entrée en vigueur (sans vote ni consultation du Conseil législatif de Hong Kong) de la loi sur la sécurité nationale le 30 juin 2020, la justice de la république populaire de Chine peut directement juger certaines actions considérées comme étant des infractions, telles qu’afficher son soutien à l’indépendance de Taïwan, du Tibet, ou de la région Xinjiang ou de Hong Kong. En effet cette nouvelle loi « permet de réprimer quatre types de crimes contre la sécurité de l’État : subversion, séparatisme, terrorisme et collusion avec l’étranger ». Cette loi fait écho à l'article 23 de la loi fondamentale qui aurait dû être débattu et voté au Conseil législatif de Hong Kong.

### Découpage administratif et politique
Hong Kong est divisé depuis les années 1980 en 18 districts. Chaque district dispose d'un conseil, dont une partie des membres sont élus au suffrage universel. Cependant, les conseils de district n'ont pas de pouvoir politique réel.

### Sécurité

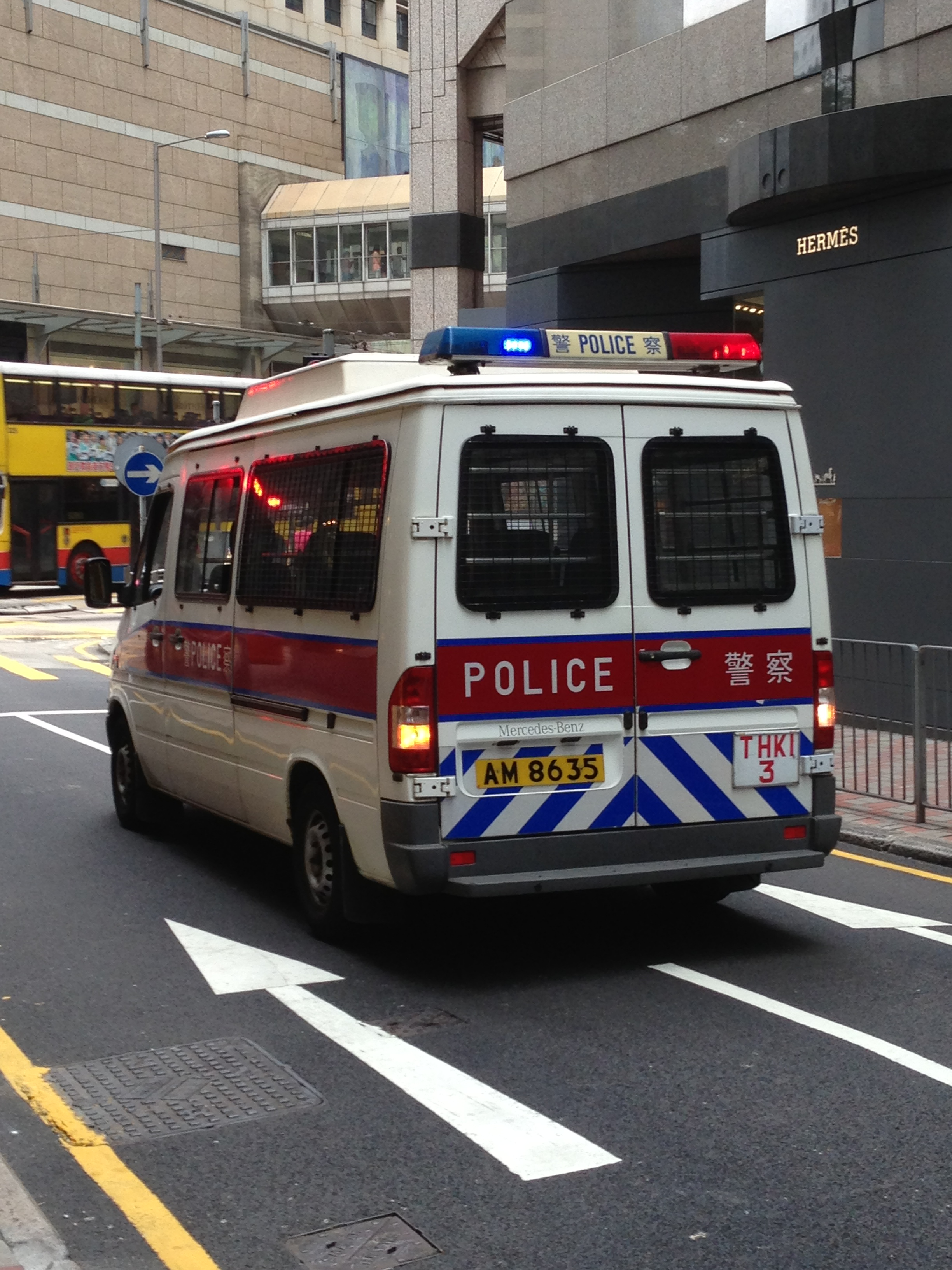
Un véhicule de la Police de Hong Kong
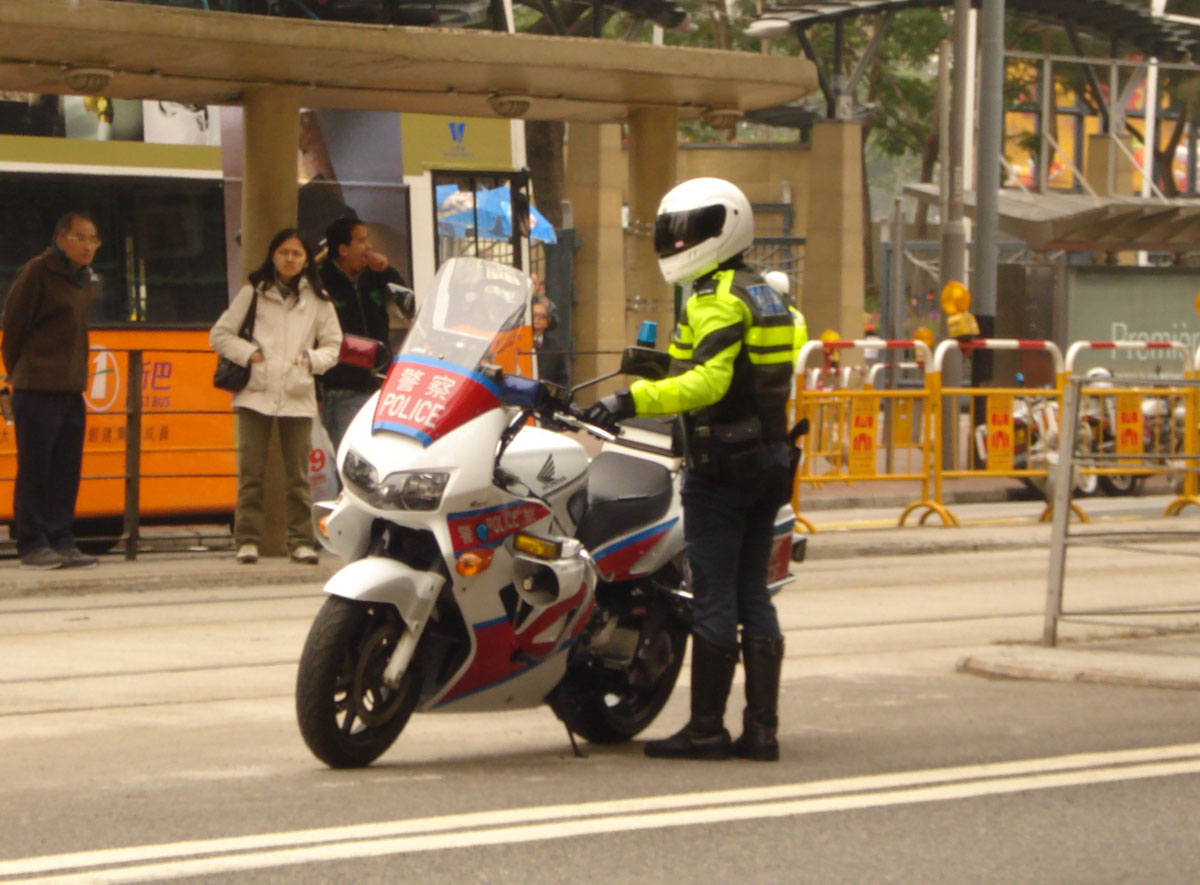
Un motard de la Police de la Sécurité routière de Hong Kong
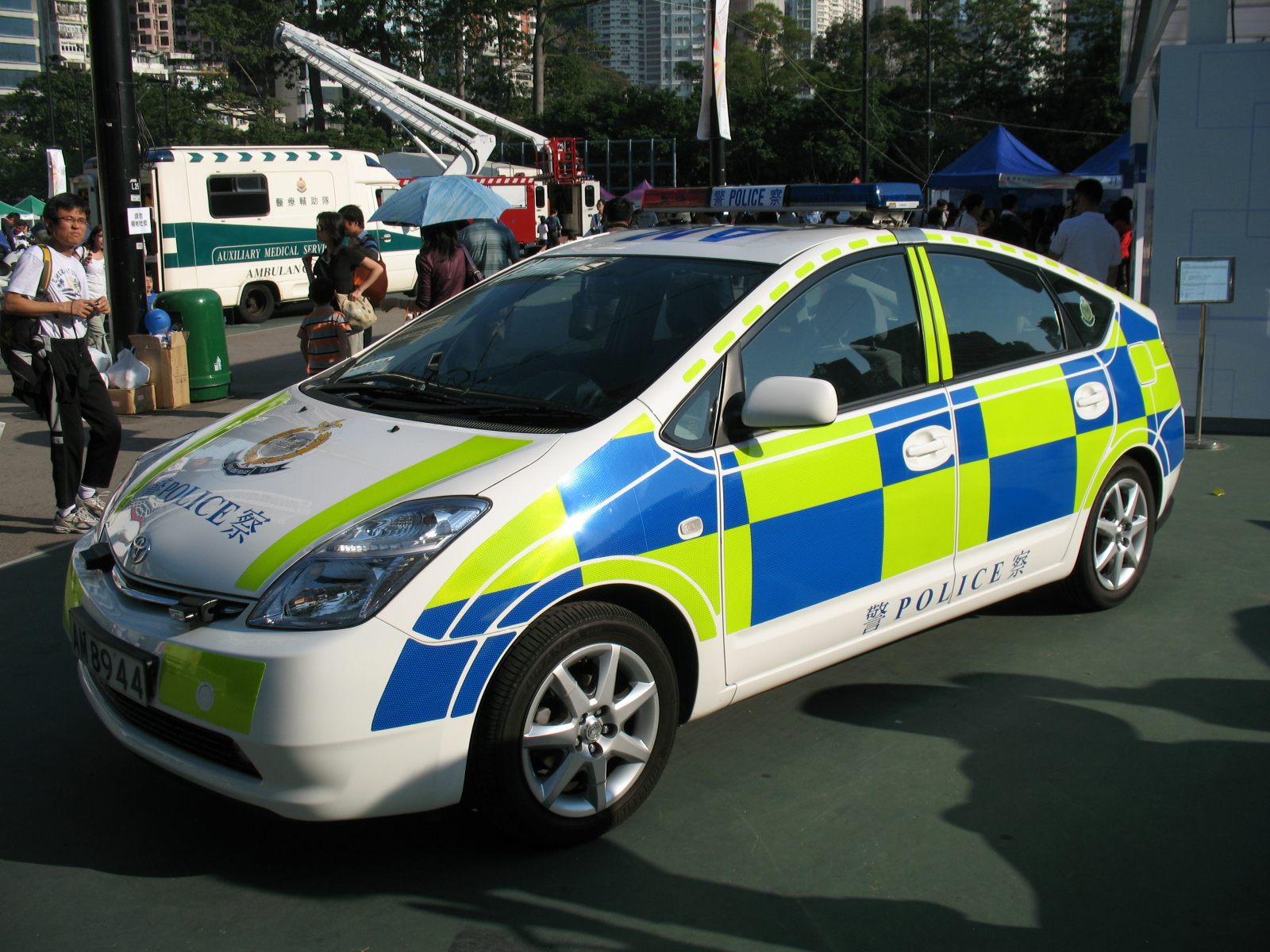
Un véhicule de la Police de la Sécurité Routière de Hong Kong

Hong Kong dispose de sa propre police, née en 1844 sous le nom de Royal Hong Kong Police sous le règne britannique avant de prendre le nom de Hong Kong Police Force en 1997. Elle compte plus de 30 000 femmes et hommes.

## Transports

### Transports ferroviaires

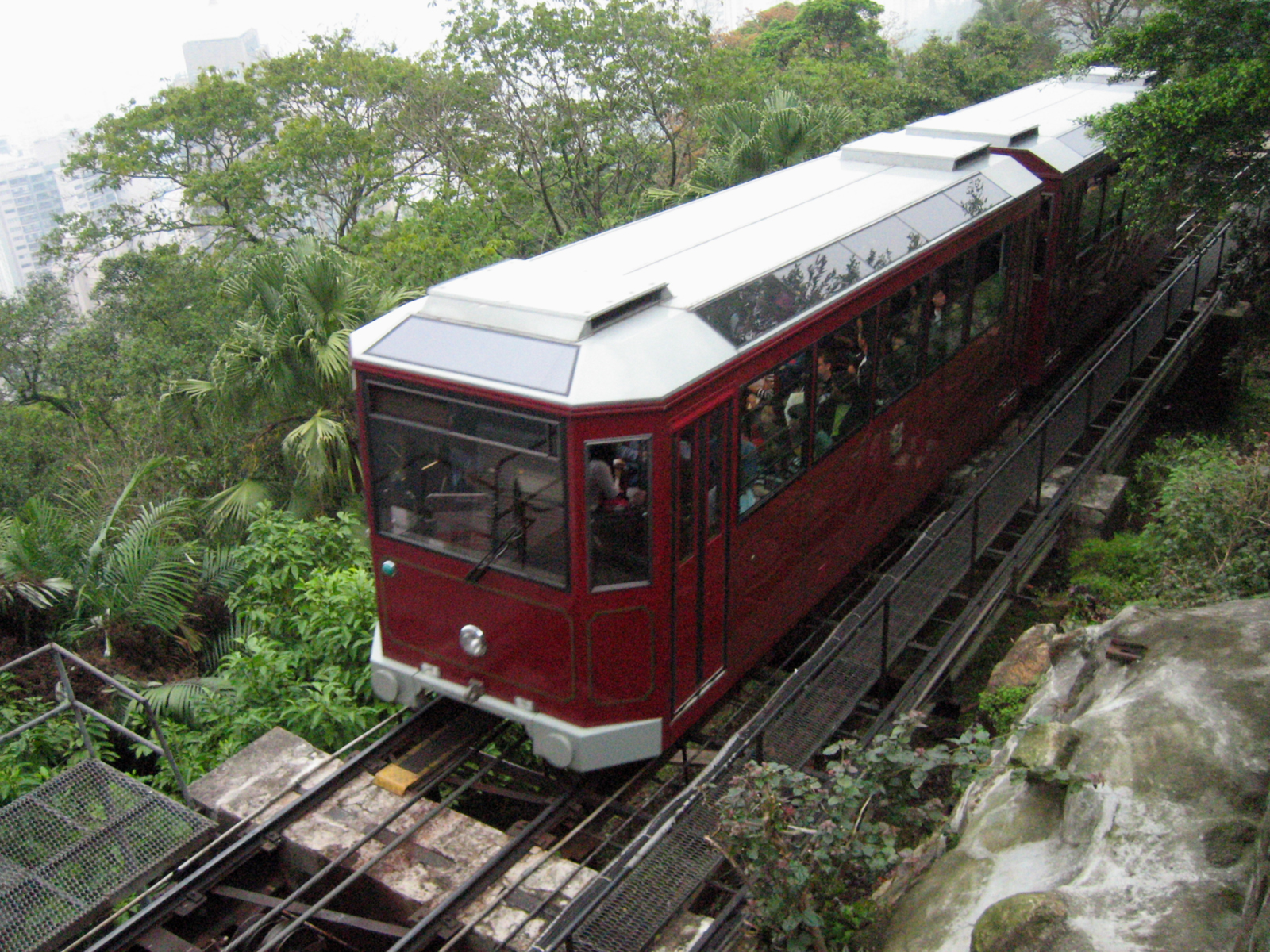
Hong Kong Peak Tram
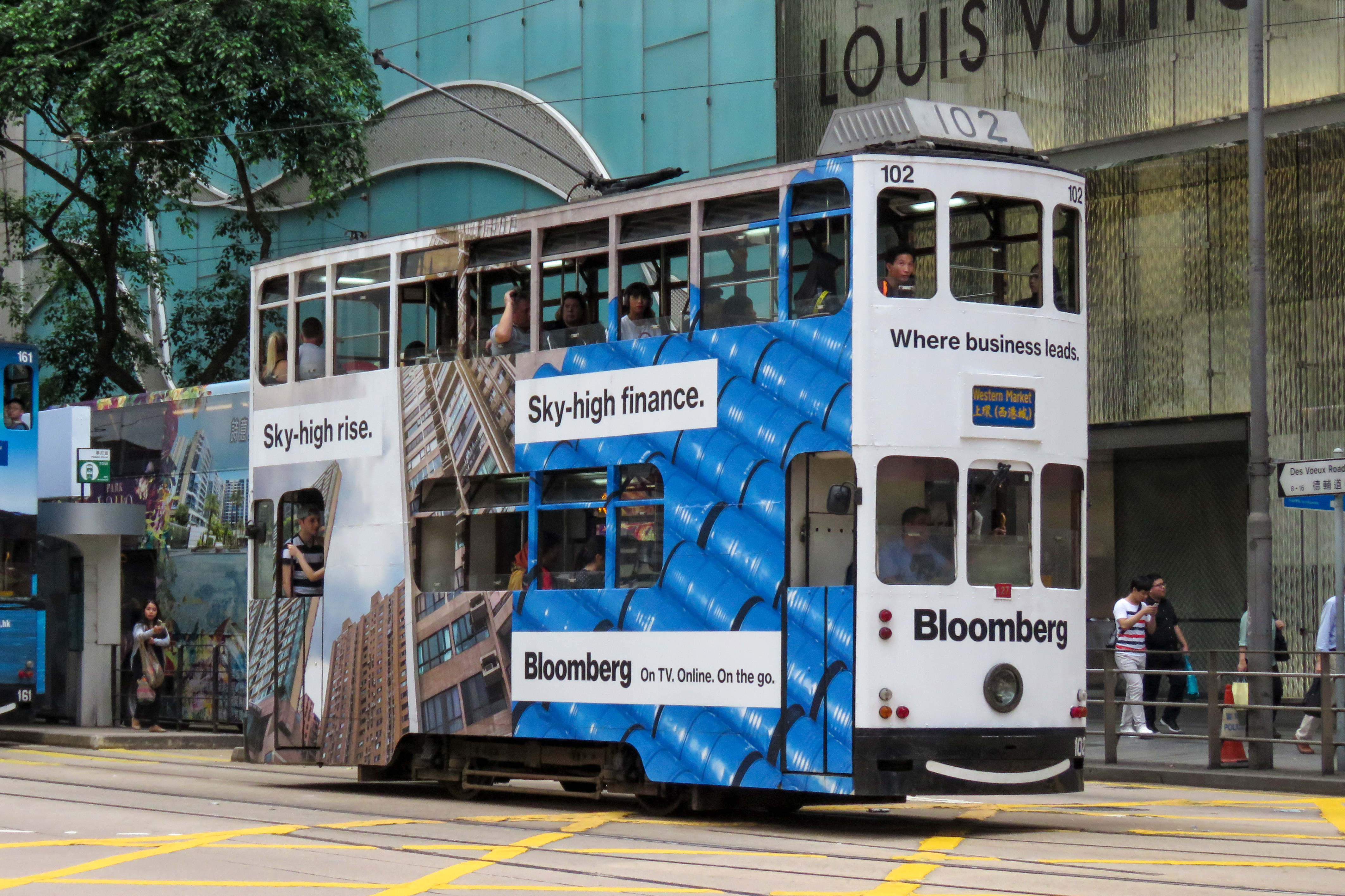
Tramway hongkongais
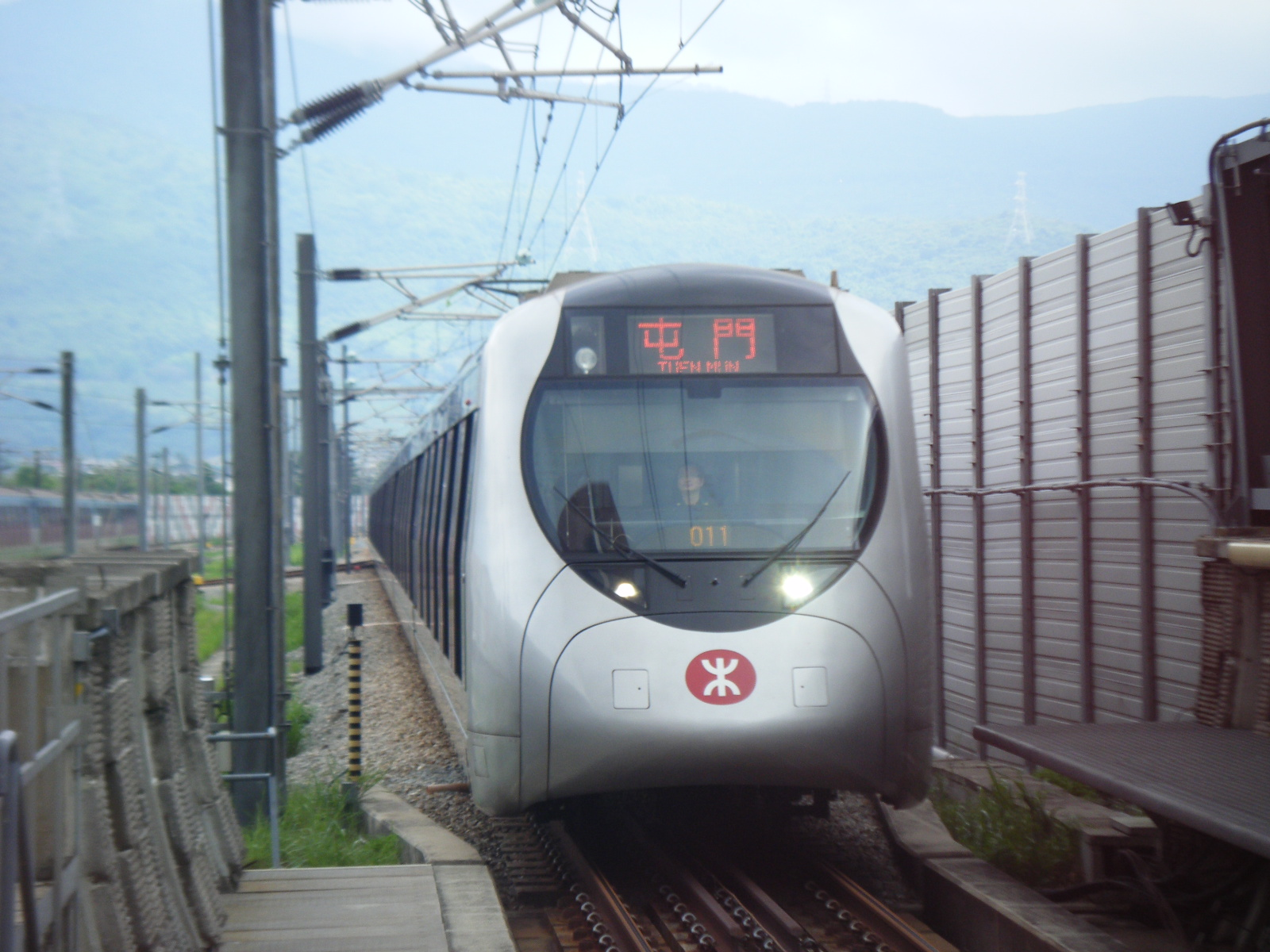
Train MTR (West Rail Line)
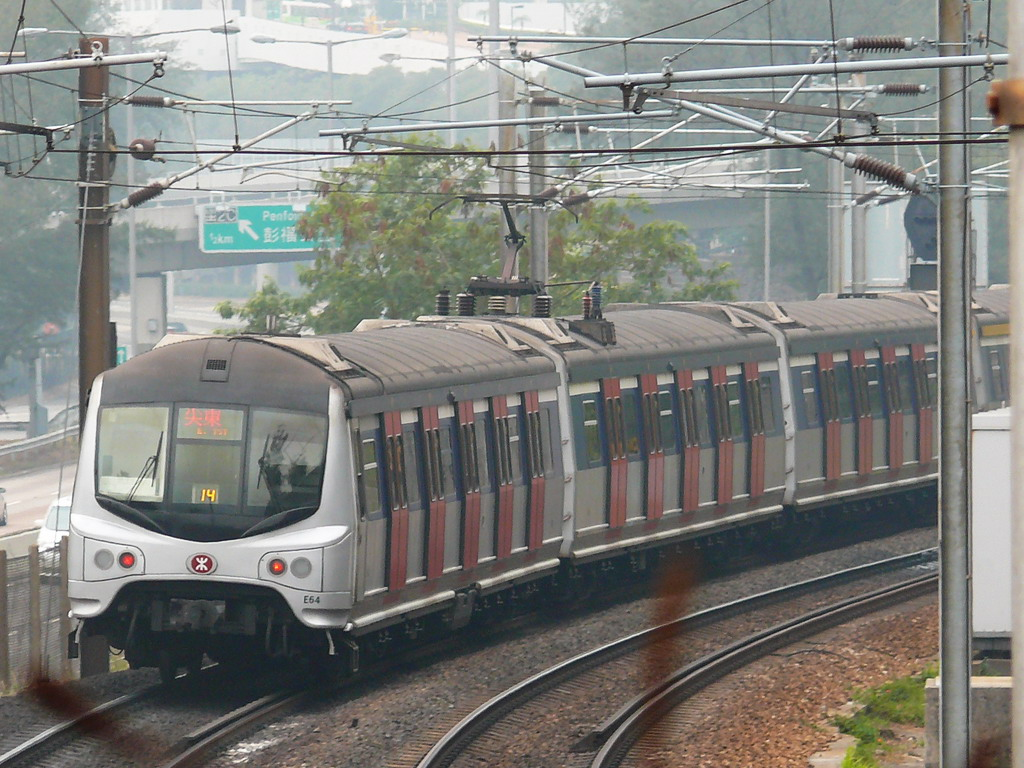
Train MTR (East Rail Line)
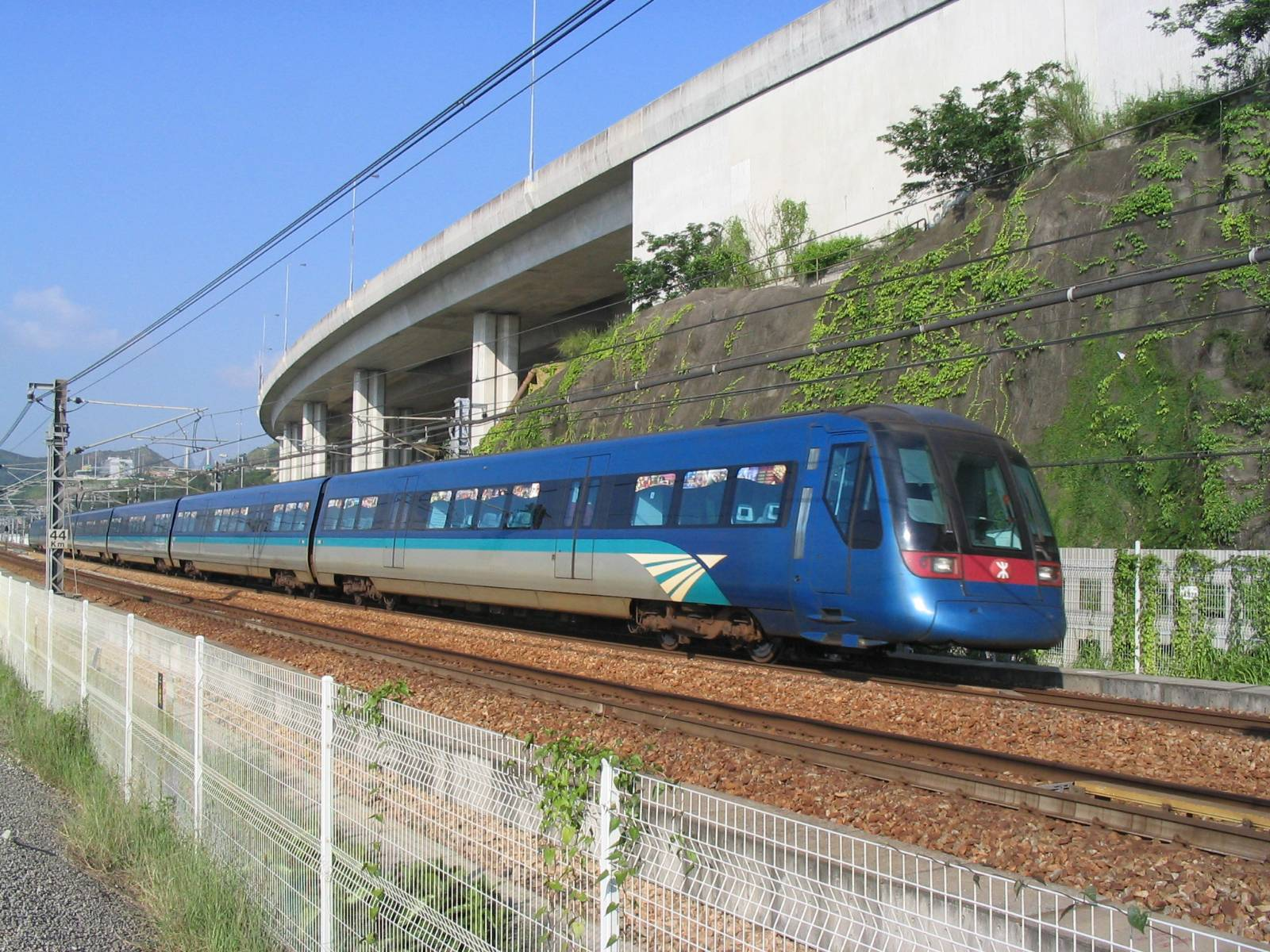
Airport Express de Hong Kong
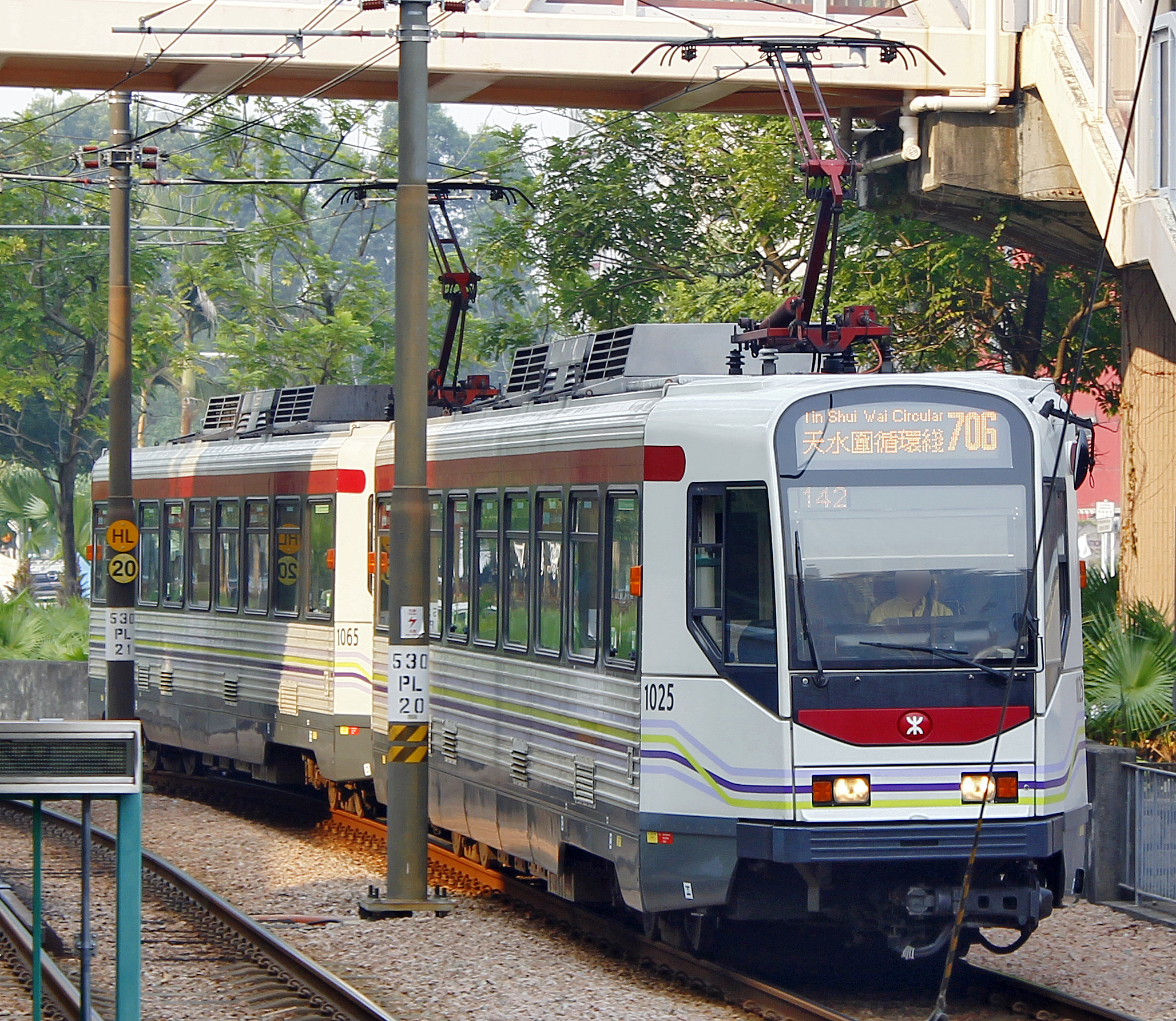
MTR Light Rail
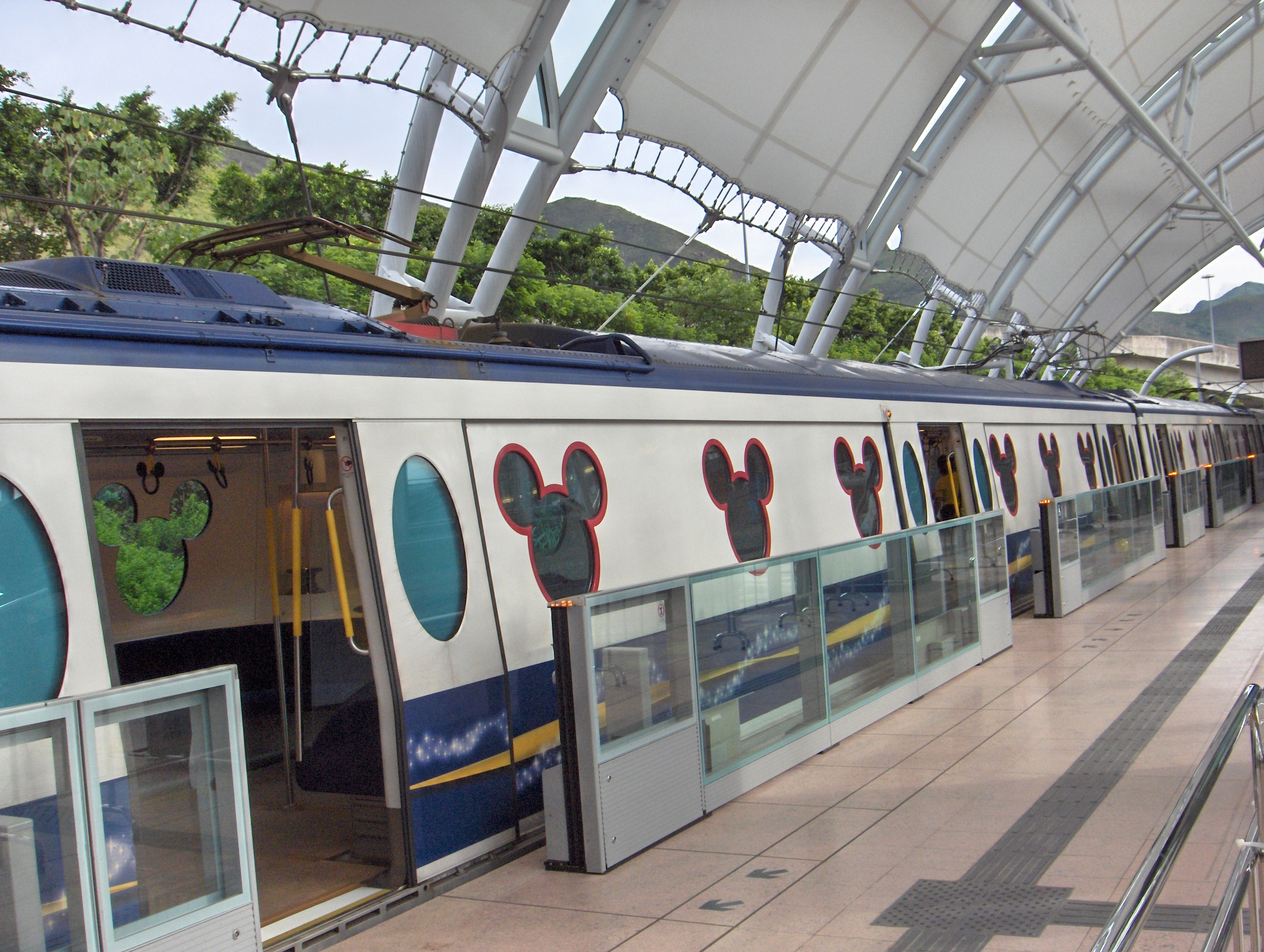
MTR Disneyland Resort Line

#### Tramways
Le réseau de tramways de Hong Kong dessert l'Île de Hong Kong, sur différentes voies de tramway à impériale, reliant d'est en ouest l'extrémité nord de l'île de Hong Kong dans les quartiers les plus développés.
Il existe également un funiculaire, construit en 1888, le Peak Tram, qui relie le quartier de Central au sommet du pic Victoria. Moyen de transport touristique incontournable, il permet aussi aux habitants de Victoria Peak de rejoindre leurs habitations, grâce à plusieurs stations intermédiaires.

#### Métro
Le métro de Hong Kong MTR dessert tout le territoire avec 212 km de voies et 163 stations. Avec 1 670 millions de personnes transportées par an (chiffres 2018), il se classe dans les 10 premiers mondiaux. Les lignes relient les différents quartiers du cœur de Hong Kong (Central, Kowloon) à l'aéroport, Hong Kong Disneyland jusqu'aux frontières avec Shenzhen, en Chine continentale.
Les communications avec le continent sont en effet de plus en plus développées. Shenzhen est accessible par métro via les ports de Lok Ma Chau et Lo Wu desservis par la MTR East Rail Line, où elle est en correspondance avec le métro de Shenzhen.

#### Trains classiques
Depuis 2002, des trains directs relient la gare de Kowloon aux gares de Pékin-Ouest, Shanghai-Sud et Canton-Est via la ligne Kowloon-Canton. Un contrôle frontalier est alors effectué dans ces gares au départ et à l'arrivée.

#### Trains à grande vitesse (CRH)
Le dernier tronçon de la LGV Canton - Shenzhen - Hong Kong inaugurée fin 2018 permet à Hong Kong (Kowloon) d'être accessible par TGV depuis la Chine continentale. Hong Kong est ainsi connecté au reste du réseau national à grande vitesse par la nouvelle gare de Hong Kong West Kowloon, dédiée aux lignes à grande vitesse. Cette ligne réduit considérablement les temps de parcours avec plus de 50 grandes villes chinoises desservies par les trains vers Hong Kong (juillet 2019).
Les billets de trains sont commercialisés par internet pour Hong Kong et sur la plateforme 12306 ou sur application mobile pour la Chine continentale.
D'après la China Railway Corporation, 127 trains circulent quotidiennement entre la partie continentale et Hong Kong, dont 114 trains aller-retour entre West Kowloon et la gare de Futian à Shenzhen.

### Transports routiers

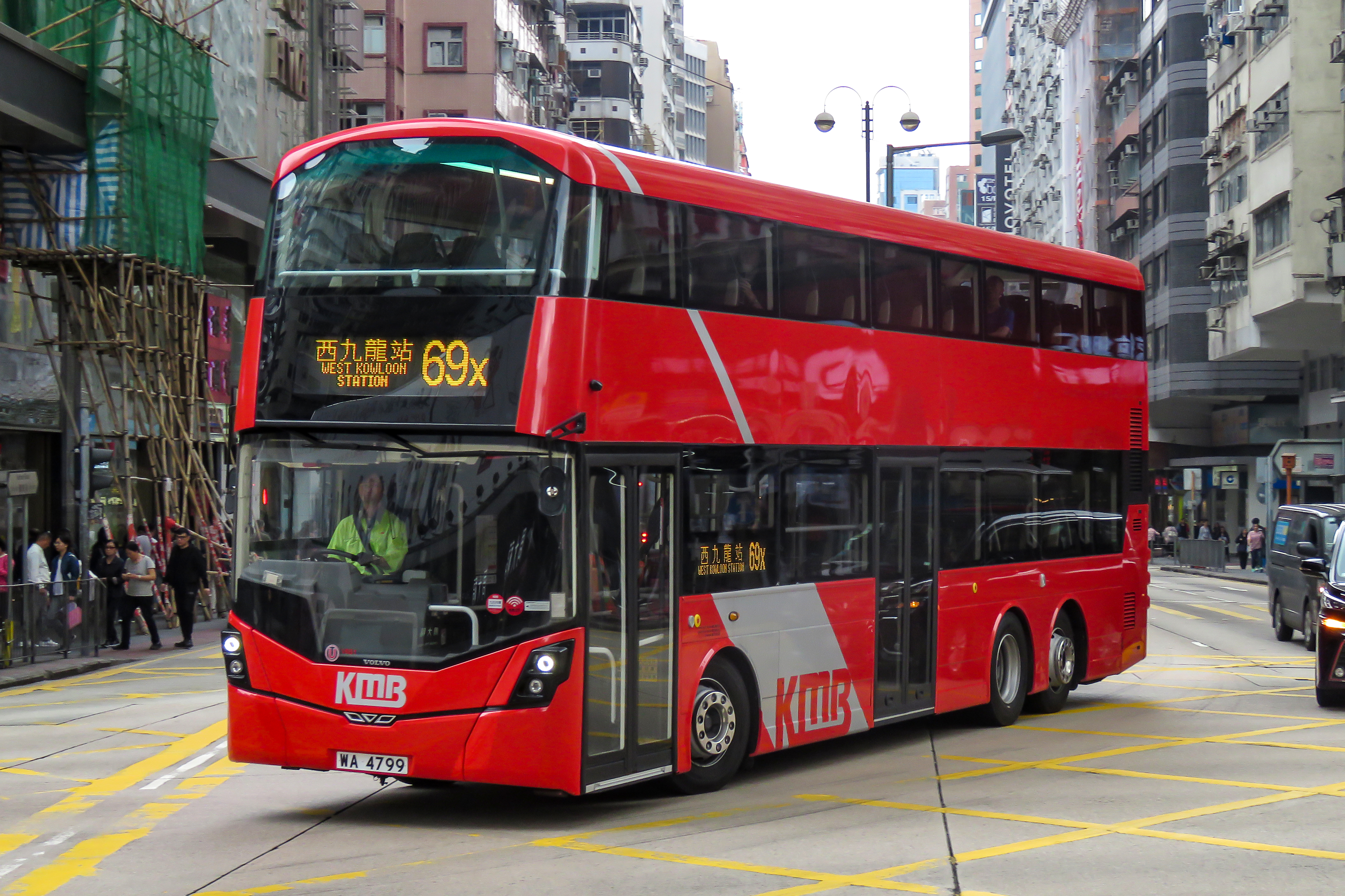
Kowloon Motor Bus
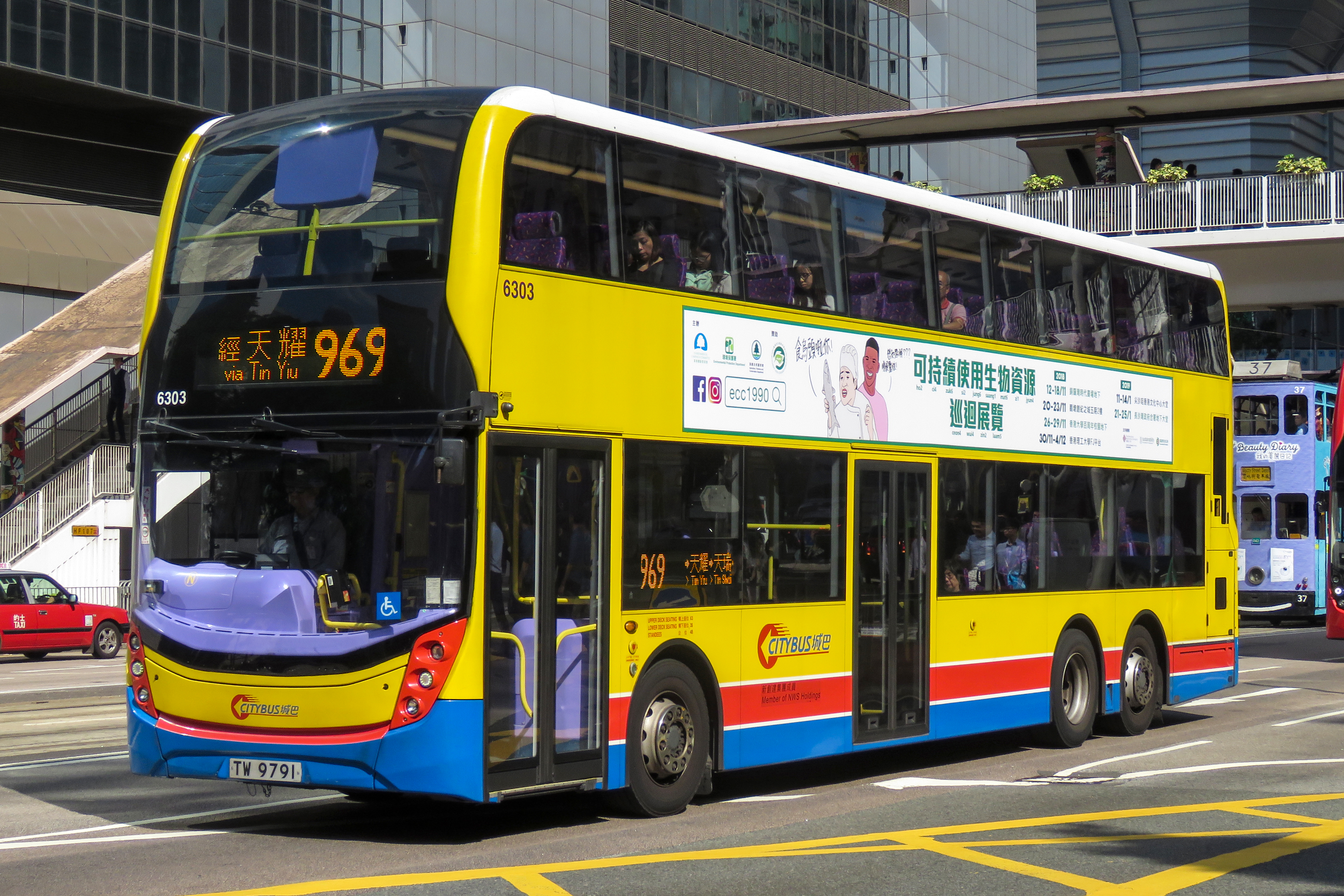
Citybus de Hong Kong
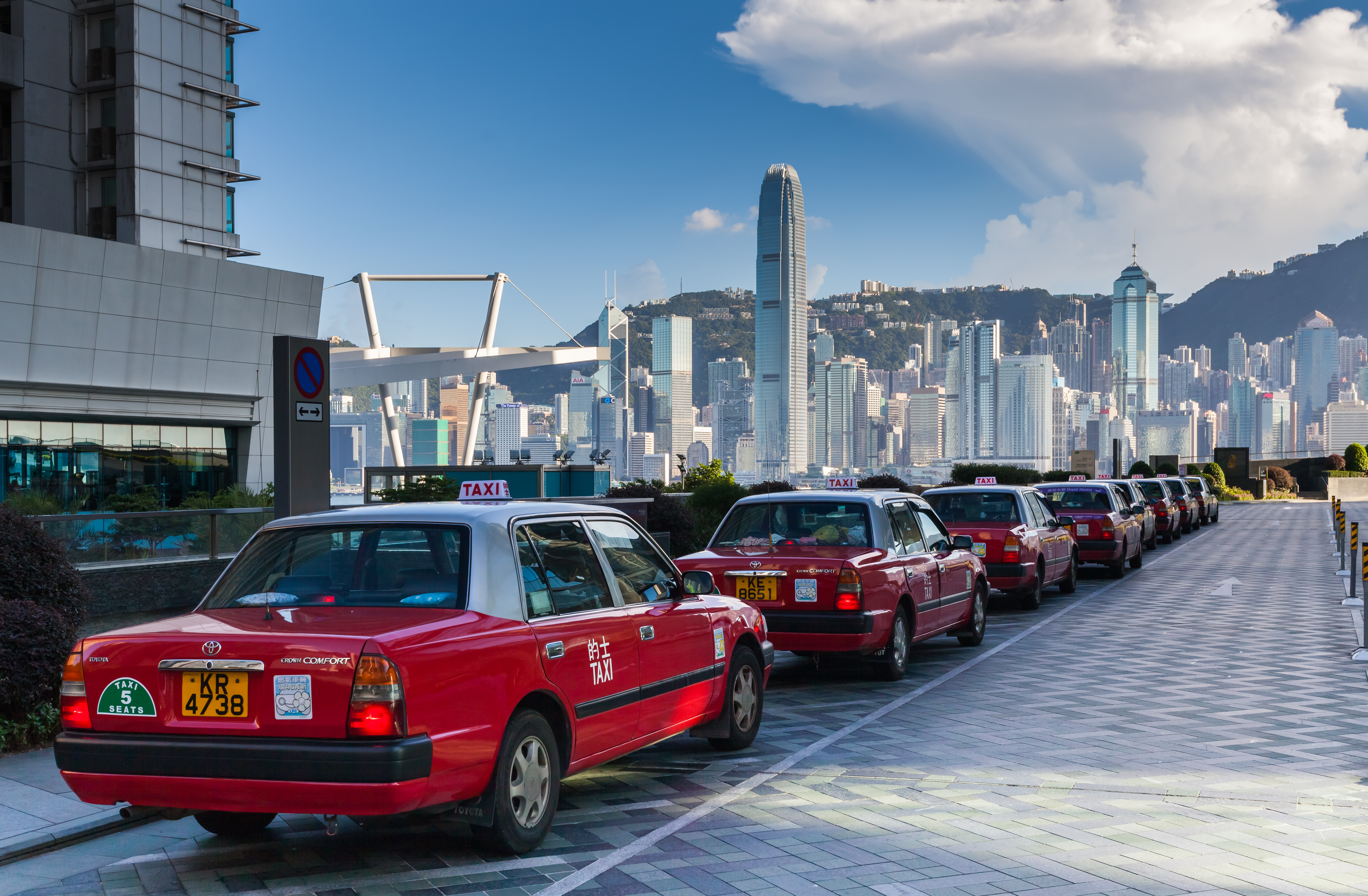
Tous les taxis de Hong Kong roulent au GPL
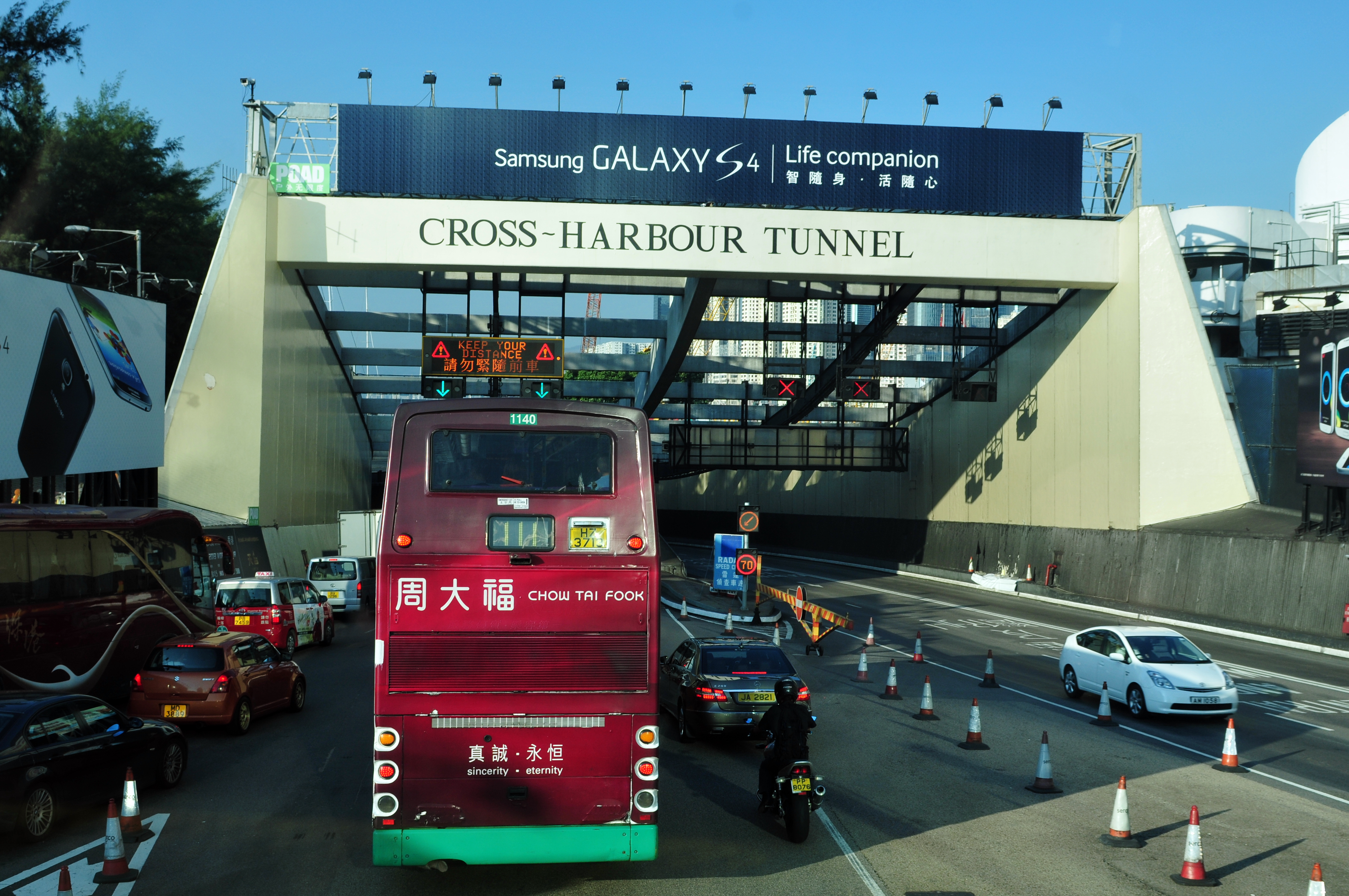
Le Cross-Harbour Tunnel à Hong Kong
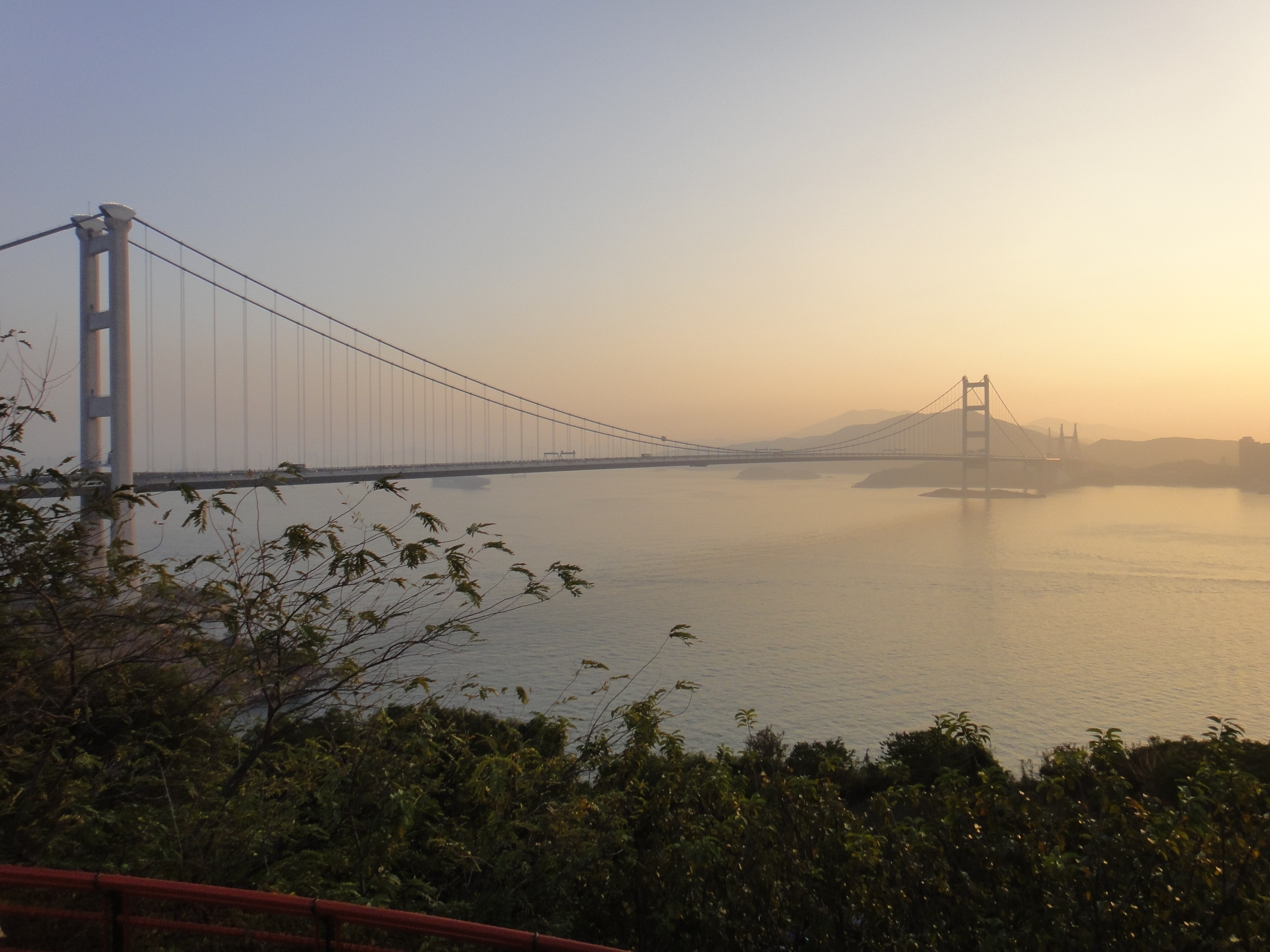
Le pont "Tsing-Ma" à Hong Kong
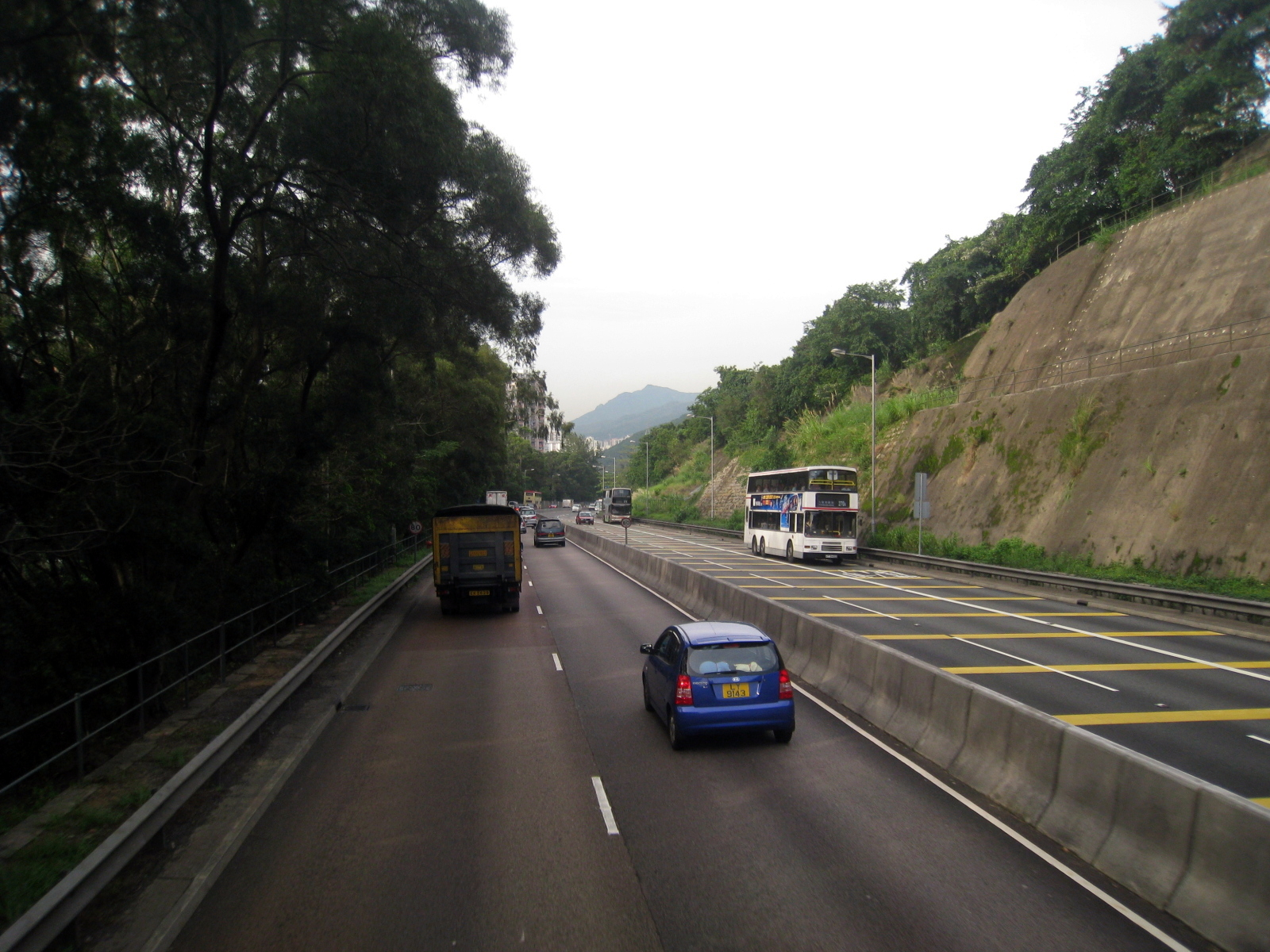
On conduit toujours à gauche à Hong Kong, même après la rétrocession
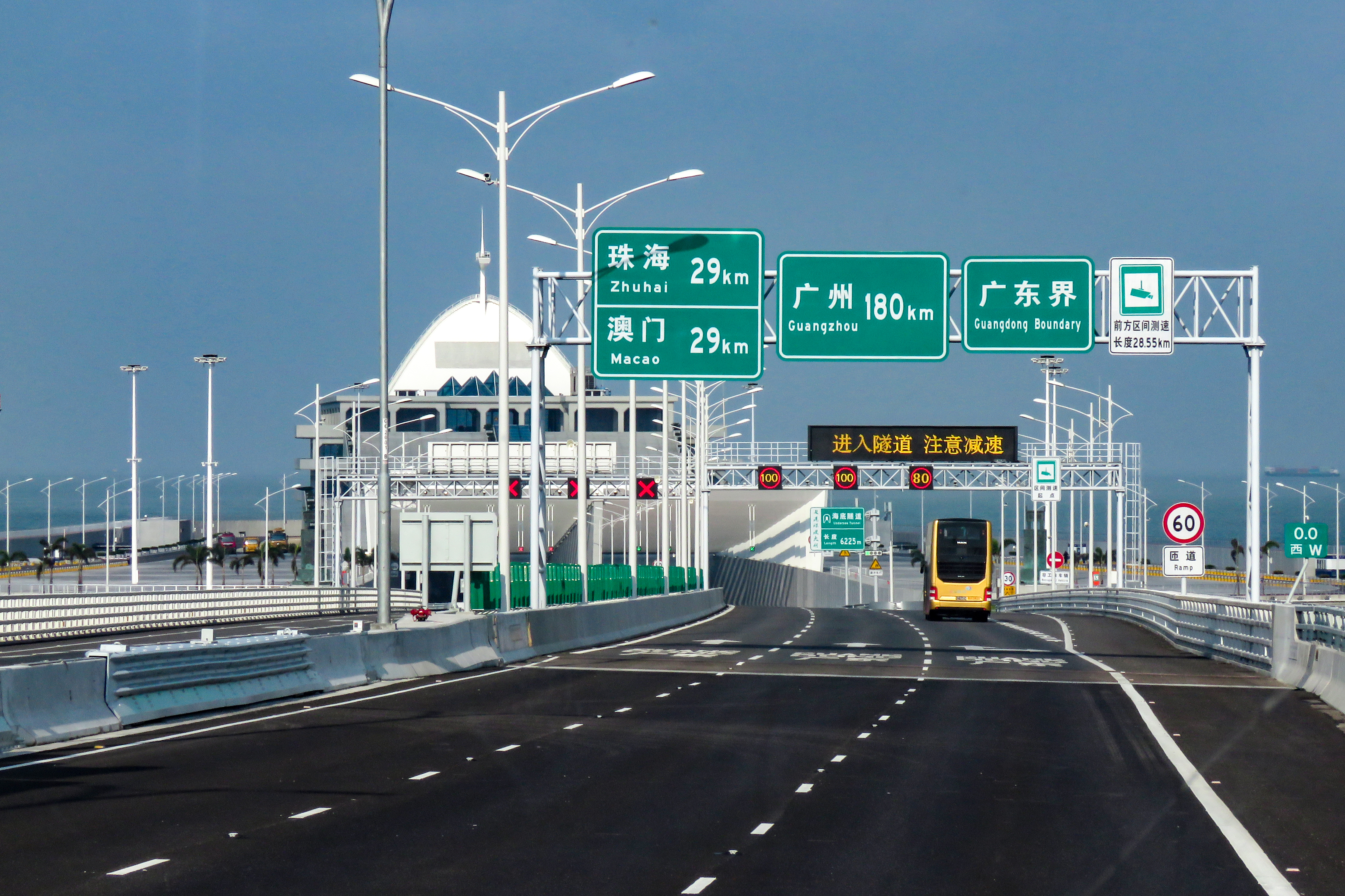
On conduit à droite sur le nouveau pont HKZM

L'infrastructure routière de Hong Kong, d'excellente qualité, est parcourue par une myriade de taxis et de très nombreuses lignes de bus. À l'inverse de la Chine continentale, les véhicules y roulent à gauche.
Trois tunnels routiers traversant le port relient l'Île de Hong-Kong au continent (Kowloon/New Kowloon).
L’île de Lantau est reliée à Macao et Zhuhai par un pont routier marin de plusieurs dizaines de kilomètres (Hong Kong – Zhuhai – Macao Bridge (HZMB)) à travers l'estuaire de la rivière des Perles, inauguré le 23 octobre 2018, .

### Transports maritimes
Depuis les débarcadères de Central et de Kowloon, de nombreux services de ferry assurent des liaisons quotidiennes pour les autres îles de Hong-Kong, notamment les îles de Lantau, Cheung Chau, Peng Chau et Lamma, mais aussi vers les Nouveaux Territoires, Macao et quelques villes de la république populaire de Chine (Guangzhou, Shenzhen, Zhuhai),.

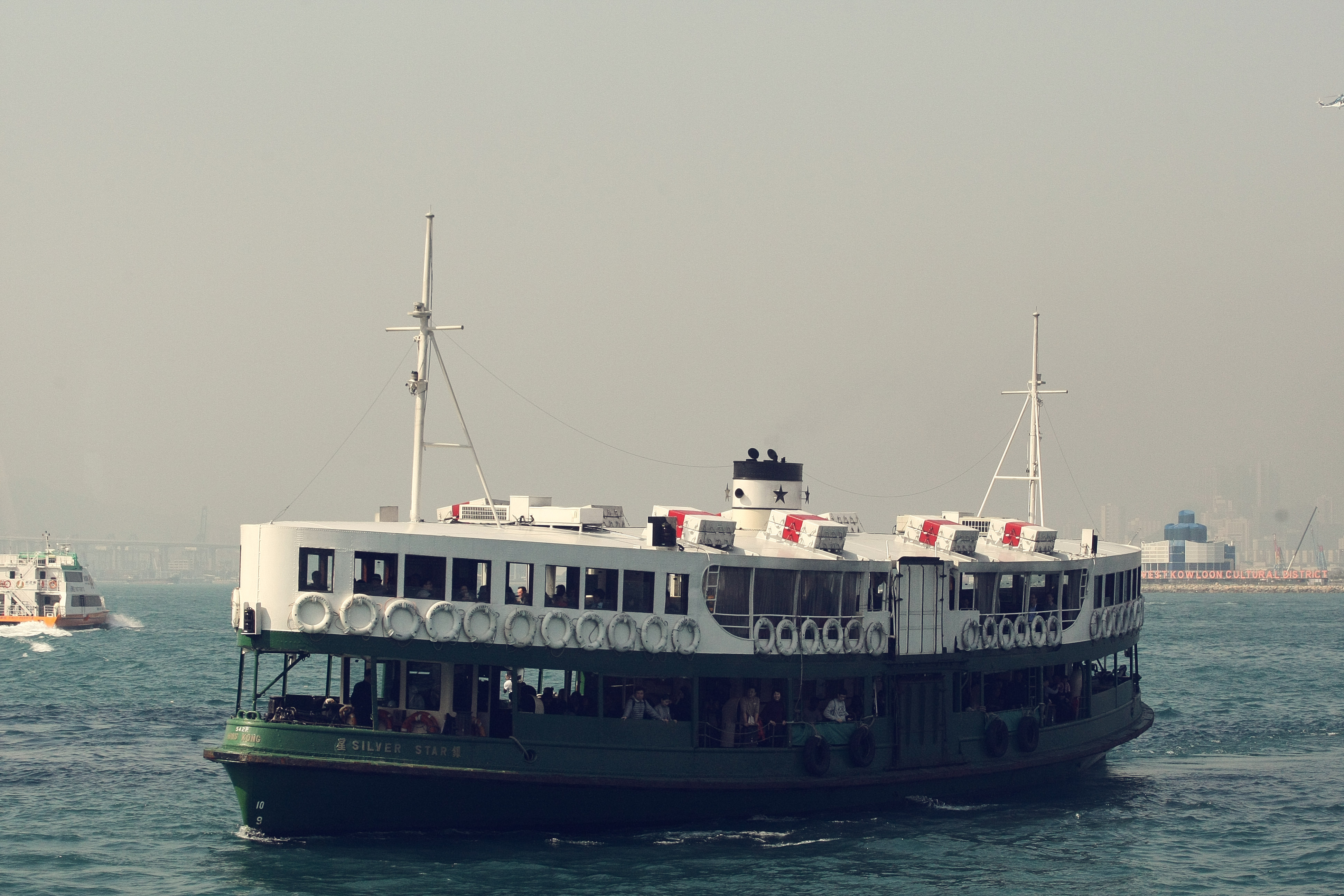
Star Ferry
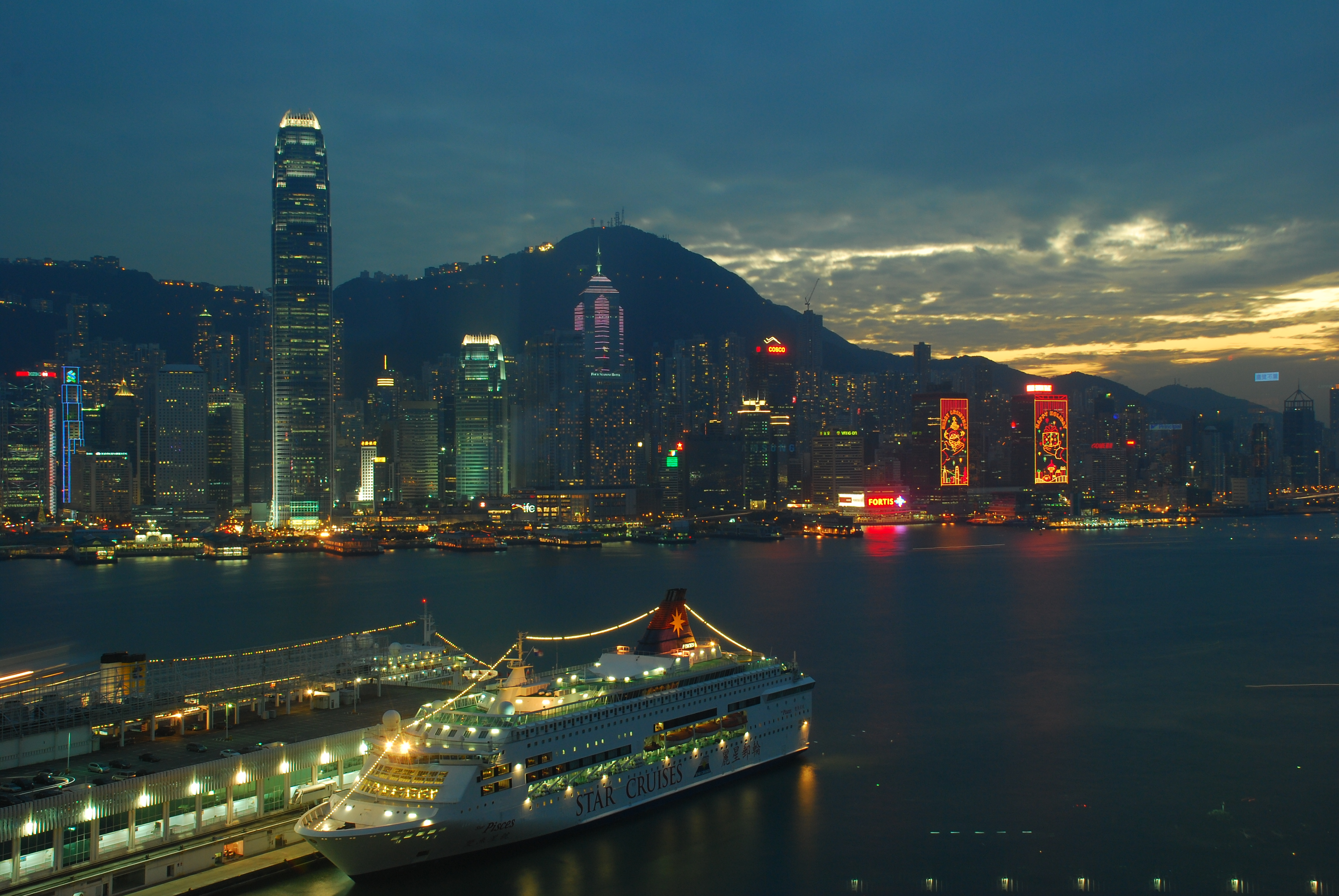
Star Cruises Star Pisces à Hong Kong
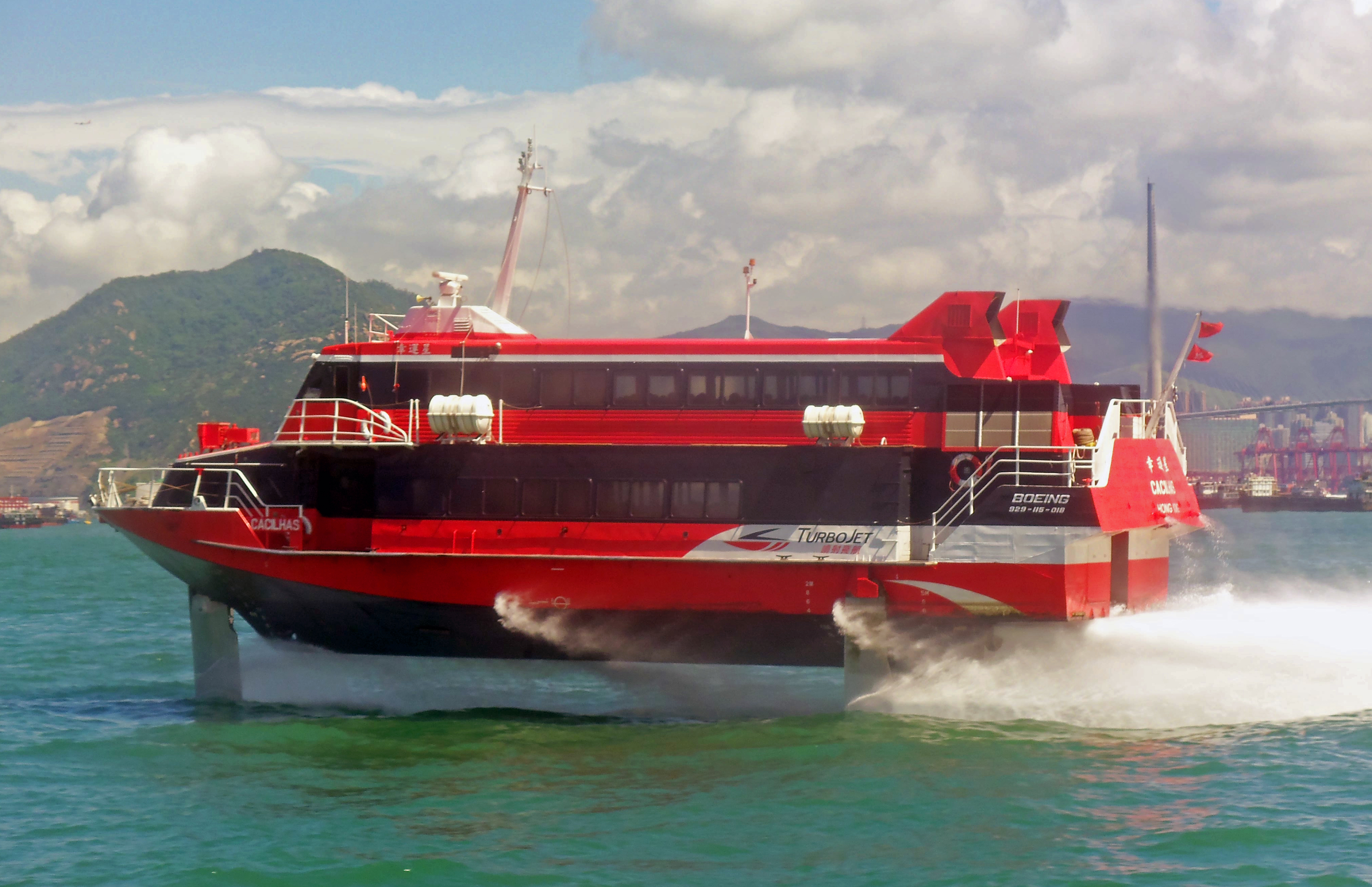
Le ferry entre Hong Kong et Macao

Le Star Ferry est l'une des icônes de Hong Kong depuis sa création à la fin du XIXe siècle. Il dessert quatre lignes à travers le Victoria Harbour en transportant près de 53 000 passagers par jour entre l’île de Hong Kong et la péninsule de Kowloon.

### Transports aériens

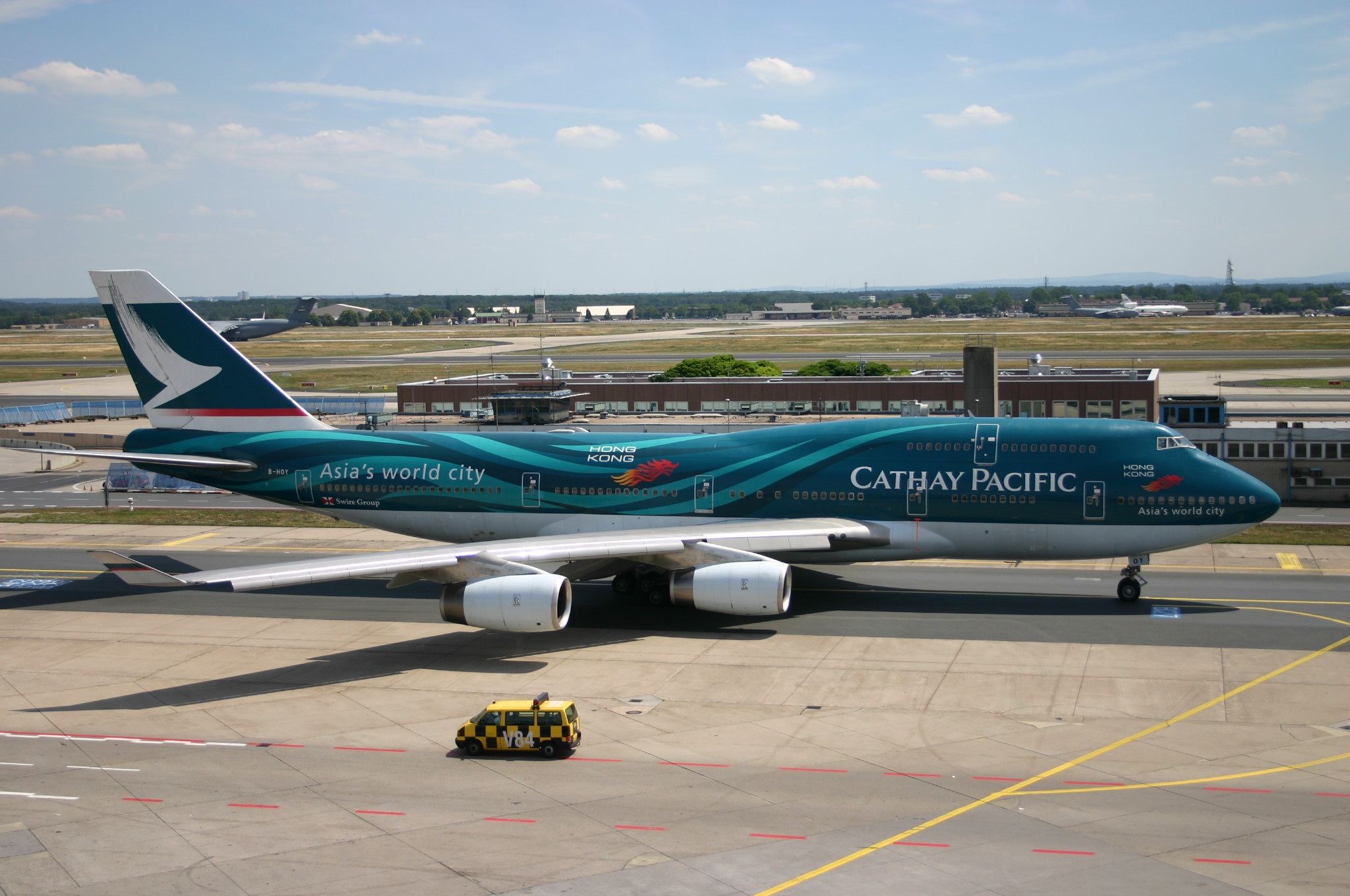
Un Boeing 747 de Cathay Pacific en livrée spéciale.

L'aéroport international de Hong Kong Chek Lap Kok est l'un des plus importants aéroports du monde et constitue l'un des principaux points d'entrée et de sortie de l'Asie pour les passagers et le fret. Il a remplacé l'ancien aéroport Kai Tak de Kowloon en 1998. Consacré par les passagers et Skytrax comme un des 5 meilleurs aéroports du monde (et élu le meilleur aéroport du monde 8 fois, en 2001, 2002, 2003, 2004, 2005, 2007, 2008, 2011) ; il accueille plus de 85 compagnies aériennes et est le principal hub des compagnies locales Cathay Pacific, Dragonair, Hong Kong Express Airways et Hong Kong Airlines. Parmi ces compagnies aériennes hongkongaises, la plus connue est Cathay Pacific, qui est une des sept compagnies classées 5 étoiles Skytrax dans le monde et qui a été élue la meilleure compagnie aérienne du monde 4 fois (en 2003, 2005, 2009 et 2014,).
Le Hong Kong Government Flying Service est une unité gouvernementale équipée d'hélicoptères et avions utilitaires.

## Économie

Évolution du PIB par habitant à Hong Kong, à Taiwan et en Chine continentale

Hong Kong est de loin la ville la plus riche de la république populaire de Chine avec pour 2015 un produit intérieur brut par habitant de 42 422,9 US$. En parité de pouvoir d'achat, il était de 56 701 US$ en 2015 contre 41 181 US$ en France et 55 805 US$ aux États-Unis.
L'économie de Hong Kong a été de 1995 à 2019 la plus libérale du monde d'après l'indice de liberté économique de la Fondation Heritage, avant d'être dépassée par Singapour en 2020, puis retirée du classement en 2021 en raison de la trop faible indépendance des autorités hongkongaises vis-à-vis de la Chine. Les taux de prélèvements obligatoires sont bas et les législations peu contraignantes. En outre, l'activité économique permet au port de Hong Kong d'être le cinquième du monde (année 2015) pour le tonnage cargo avec 256,6 millions de tonnes métriques et le cinquième pour le trafic conteneurs avec 19,8 millions de TEUs en 2016 soit une baisse de 1,3 % par rapport aux 20,073 millions de TEUs traitées en 2015.
L'objectif de la politique monétaire hongkongaise est de maintenir la stabilité monétaire. Étant donné son ouverture vers l’extérieur, il s’agit en pratique de maintenir le taux de change à 7,80 dollars hongkongais pour 1 dollar américain. Depuis 2005, le change se fait entre 7,75 HK$ et 7,85 HK$.
La ville compte en 2019 soixante-sept milliardaires et quelque dix-mille millionnaires mais les inégalités sont criantes. En 2006, les ménages appartenant aux 10 % les plus pauvres devaient travailler pendant deux ans et dix mois pour gagner ce que les 10 % plus riches gagnaient en un mois. En 2016, il leur fallait trois ans et huit mois. Plus de 20 % de la population vit en dessous du seuil de pauvreté. Régulièrement, des associations ou médias s'indignent devant les « logements-cages », de moins de cinq mètres carrés, destinés aux personnes âgées dépourvues de retraite ou aux travailleurs précaires. Le coefficient de Gini s’élève en 2017 à 0,53 (0,33 pour la France), situant Hong Kong au 12e rang du classement des pays les plus inégalitaires. Ainsi 1,2 % de la population possède 53 % du patrimoine, et les dix-huit personnes les plus riches détiennent 140 milliards d’euros, soit un peu plus que les réserves financières gouvernementales. Les droits sociaux sont généralement réduits au minimum.
Hong Kong ne produit que 2 % de la nourriture qu’il consomme.

### Tertiarisation
Hong Kong s'est d'abord développé en tant que port commercial. À partir des années 1950, l'industrie, et particulièrement le textile prend une place majeure. Hong Kong bénéficie alors de l'afflux de main d'œuvre bon marché. Cependant, la hausse du niveau économique entraîne le développement des services à partir des années 1970. Ils prennent bientôt le pas sur les activités industrielles, faisant de Hong Kong un centre essentiellement tertiaire.

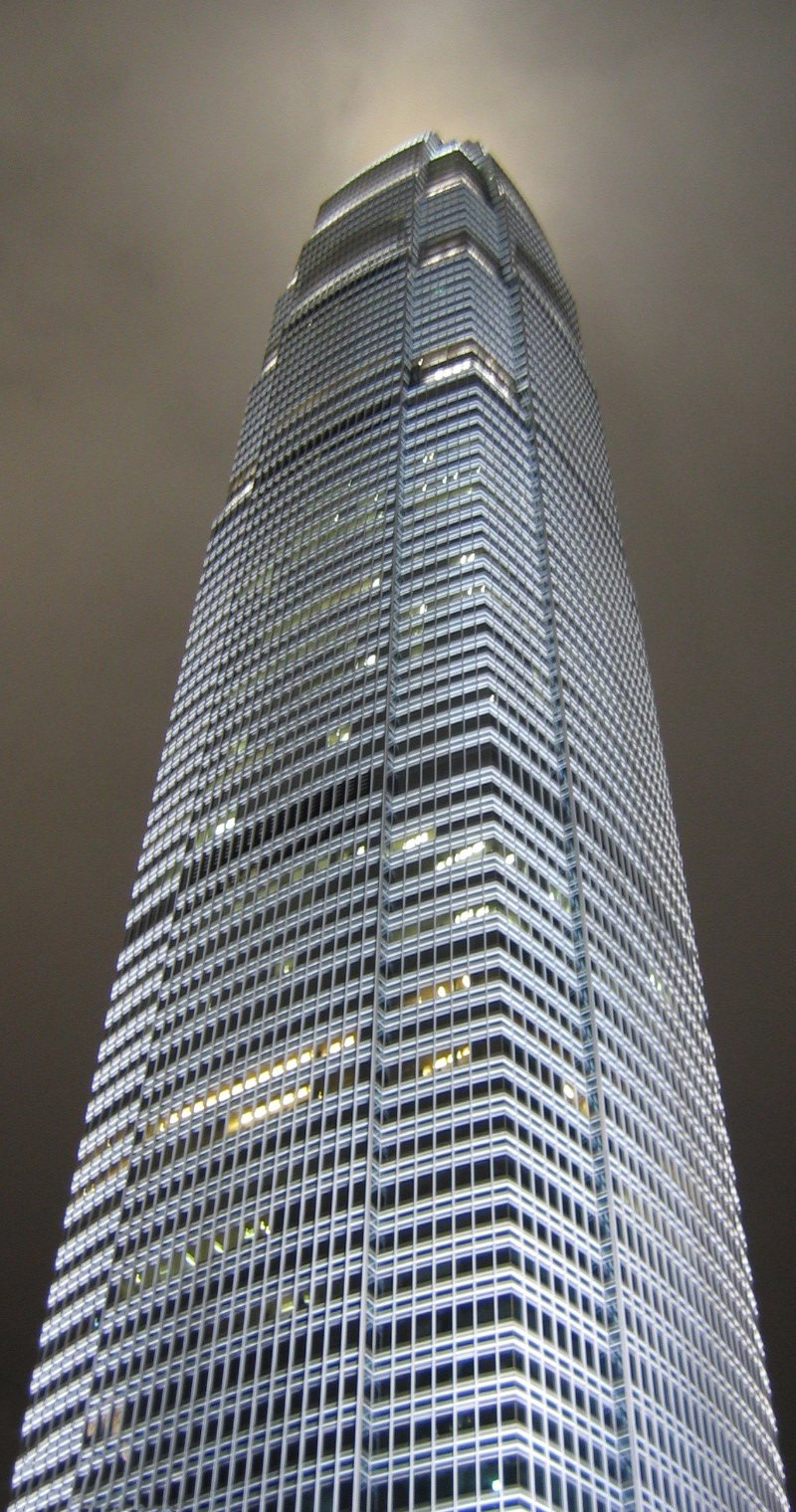
Le Two International Finance Centre, tour de 415 mètres.

### Une économie tournée vers l'extérieur
Hong Kong, territoire petit et spécialisé économiquement dépend beaucoup des échanges avec l'extérieur. La valeur des importations et des exportations est supérieure au PIB. La ville est de plus en plus intégrée fonctionnellement à la république populaire de Chine, avec laquelle elle réalise 47 % de ses échanges. Les investissements hongkongais en Chine, notamment dans le Guangdong, sont également très importants. Ses liens étroits avec la Chine et son statut autonome offrent à Hong Kong le rôle d’intermédiaire entre la Chine continentale et Taïwan. En 2019, Hong Kong présentait le 3e indice de compétitivité mondiale (en) au monde. En 2024, Hong Kong est classée en 18e position pour l'indice mondial de l'innovation .
Selon le journaliste économique Wladimir Garcin-Berson, en 2019, « Hongkong reste extrêmement dépendant de la conjoncture internationale : en d’autres termes, quand l’économie mondiale ralentit, ses habitants le ressentent de plein fouet. La somme des exportations et importations de biens et services qui y transitent représente 376 % de son PIB, la seconde valeur la plus importante sur la planète, selon la Banque mondiale, et ses services financiers reconnus mondialement sont à la merci des décisions des entreprises, qui peuvent s’avérer frileuses en temps de ralentissement économique. Hongkong est un hub des réexportations, quand Fitch qualifiait la ville de «vulnérable aux chocs de la demande extérieure», en juillet. »
En octobre 2019, le gouvernement américain menace de suspendre le statut économique spécial accordé à Hongkong et qui a favorisé l’expansion de la ville. Avec l'adoption du projet de loi « Hongkong human rights and democracy », les administrations américaines devront dorénavant faire un rapport annuel au congrès sur « l’état de la démocratie et du milieu des affaires », destiné à vérifier si la ville mérite le « traitement unique » dont elle bénéficie, afin d'accentuer les pressions sur l'exécutif hongkongais.

### Concurrence financière
Hong Kong compte parmi les villes qui sont en concurrence en tant que centres financiers mondiaux. Elle est directement concurrencée par Singapour, et dans une moindre mesure, par Shanghai[réf. souhaitée]. Elle était la troisième place financière mondiale derrière New York et Londres jusqu'en en 2021 d'après le Global Financial Centres Index (en), — ce trio étant d'ailleurs appelé par certains médias anglophones « Nylonkong » — puis la quatrième derrière Singapour en 2022.
Selon la banque d'affaires Merrill Lynch, la pollution atmosphérique à Hong Kong diminue fortement sa compétitivité en particulier face à Singapour, les travailleurs hongkongais et leurs familles préférant quitter Hong Kong pour préserver leur santé. Toutefois, l'indice de la qualité de l'air de Singapour atteint de temps en temps le niveau « très malsain » ou même « dangereux » à cause des incendies récurrents dans les forêts en Indonésie,.

### Fiscalité attractive
L'impôt sur les sociétés exerçant hors de Hong Kong est de 0 %, il n'y a donc aucun impôt sur les sociétés dans ce cas. Seules les entreprises exerçant à Hong Kong sont soumises à l'impôt société en vigueur de 16,5 %.

### Logement
Quatre grandes familles en situation d’oligopole dominent le marché immobilier : celle de Li Ka-shing — l’homme le plus riche d’Asie —, celle de Lee Shau-kee, les frères Thomas et Raymond Kwok et Cheng Yu-tung. À eux cinq, ils représentent 74 % de la production du parc immobilier privé.
Les pénuries de logements et la spéculation immobilière ont conduit à une augmentation de 430 % des prix depuis 2003. En 2018, le prix du m2 s’élève à Modèle:Unité:22000 euros, soit deux fois plus cher qu'à Paris. Paradoxalement, il existe de nombreux logements inoccupés, en raison de la spéculation immobilière. Ces prix sont bien souvent prohibitifs, y compris pour les classes moyennes. Le seul recours reste les logements sociaux, construits par le gouvernement, et dont les prix sont de 40 % inférieur à ceux du privé. Les logements publics sont trop peu nombreux en comparaison de la demande. L’attente pour y devenir locataire est de 4,6 ans pour les candidats prioritaires et de 10 ans pour les autres.

## Démographie
Hong Kong est la cinquième aire urbaine de Chine (Liste des villes de Chine par nombre d'habitants). Hong Kong est un des territoires les plus densément peuplés avec 6 357 habitants/km2 (la ville abrite le lieu le plus densément peuplé de la planète : Mong Kok). Près de sept millions d'habitants s'entassent sur 1 092 kilomètres carrés. Si l'on tient compte que, du fait des reliefs, seulement un cinquième du territoire est constructible, la concentration urbaine atteint donc en moyenne plus de 30 000 habitants/km2.
La population de la ville subit un vieillissement commun à l'ensemble du pays : en 2033, 27 % de la population aura plus de 65 ans selon le South China Morning Post. Le taux de natalité est l'un des plus faibles du monde (9,3 pour mille habitants). Beaucoup de Hongkongais sont partis devant l'afflux des paysans de l'intérieur et pour fuir la pollution atmosphérique. La métropole du Sud de la Chine subit les effets de l'exode rural et de la fuite des cerveaux : beaucoup de jeunes quittent Hong Kong pour étudier aux États-Unis.
Depuis la rétrocession de 1997, un million de ressortissants de la république populaire de Chine sont venus s'installer à Hong Kong soit 1/7e de la population totale. Mais la ville compte encore environ 34 000 ressortissants britanniques[Quand ?]. En 2021-2022, dans un contexte de restrictions dues à la pandémie de Covid-19 et de répression politique chinoise faisant suite aux manifestations de 2019-2020, une forte émigration a fait baisser la population de 1,6 %
En janvier 2021, le chômage avait atteint 7 % (trimestre glissant) contre 2,8 % en 2018, son plus haut niveau depuis 17 ans (avec des pics de 11,3 % dans le secteur de la restauration et de l’hôtellerie, 11 % dans la construction et 4,6 % dans le secteur financier).
En 2017, l'espérance de vie des Hongkongais était la plus longue au monde, à 84,2 ans,,. En 2021, elle était de 85,5 ans, la deuxième au monde derrière Monaco. Cela se manifeste sur l'indice de développement humain de Hong Kong, qui était le troisième plus élevé au monde en 2019.

## Culture
Destination touristique et commerciale internationale, Hong Kong vend simultanément la dernière mode européenne et des vêtements chinois traditionnels. Le contraste est saisissant entre les centres commerciaux ultramodernes et les marchés typiques de Stanley ou Jade. On trouve dans chaque quartier des boutiques vendant des herbes médicinales chinoises, notamment le long de Bonham Strand à Sheung Wan. L'effervescence de la ville se retrouve la nuit dans les quartiers de Lan Kwai Fong et Wanchai.
L'industrie du divertissement est centrée autour du cinéma hongkongais et de la cantopop. Ces deux industries sont étroitement liées, par les capitaux mais surtout par les stars qui passent presque systématiquement d'un milieu à l'autre. Ces stars ont d'ailleurs souvent émergé à la télévision, très populaire depuis 1967. Télévision, cinéma et musique connaissent un succès local et international considérable, exportant notamment dans les communautés chinoises émigrées. Du fait d'une liberté d'expression plus grande qu'en Chine continentale, le cinéma hongkongais présente un grand intérêt. Des réalisateurs comme Yu Lik-wai, Fruit Chan ou Lawrence Ah Mon dépeignent à travers leurs films la société hongkongaise contemporaine, notamment ses aspects négatifs souvent éludés.
Le théâtre occidental et l'opéra cantonais coexistent sur les scènes.

### Langues

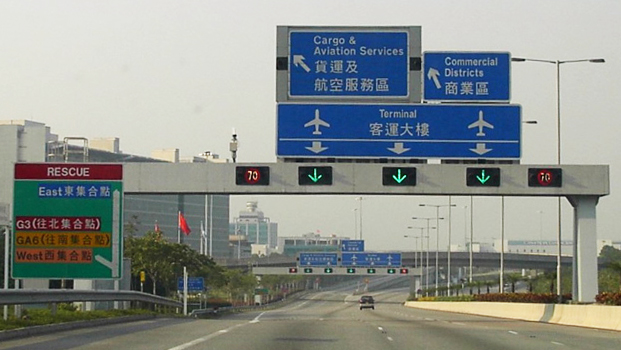
Signalisation routière bilingue en anglais et en chinois traditionnel à Hong Kong.

Le cantonais est devenu une des deux langues officielles de Hong Kong en 1974, l'autre étant l'anglais. Il est parlé et enseigné dans les écoles. Son utilisation est généralisée aussi bien dans la vie familiale que dans la vie sociale.
L'influence des médias et la culture musicale de la cantopop assurent une place importante au cantonais autant à Hong Kong qu'au Guangdong voisin et que dans les communautés chinoises d'outre-mer (San Francisco, Vancouver, Toronto, New York, Los Angeles et la Malaisie).
L'anglais est assez répandu. Il était la seule langue officielle de Hong Kong de 1883 à 1974. Il est parlé surtout dans les rapports commerciaux et avec tous les étrangers en général. Le gouvernement hongkongais prône une politique de bilinguisme dans l'affichage (signalisation routière bilingue, sous-titres des films projetés en salle ou à la télévision, etc.). Il est enseigné dans toutes les écoles dès la maternelle et utilisé dans 112 sur 524 écoles (soit 21,37 %) comme langue d'instruction. La fraction d'anglophones natifs est infime mais on estime qu'un tiers de la population est capable de communiquer dans la langue de Shakespeare avec l'aisance d'un natif. De plus, l'anglais est toujours la langue d'instruction utilisée dans toutes les universités à Hong Kong.
En outre, le retour de Hong Kong à la Chine a provoqué un regain d'intérêt pour le mandarin. Le mandarin n'est cependant pas parlé par tous les Hongkongais. On trouve facilement des méthodes de langues pour apprendre l'anglais, le cantonais et le mandarin. Des dialectes sont parlés à Hong Kong par des populations comme les Tanka, les Hakka, les Hoklos, langues de la province du Fujian parlées également à Taïwan, Hong Kong ayant été de nombreuses années un passage obligé pour les continentaux travaillant à Taïwan et réciproquement. Certains de ces dialectes sont tirés du cantonais comme le Po on.

### Littérature
- Joseph Kessel, Hong Kong et Macao, Gallimard, 1957, 284 p.   (ISBN 2-07-029245-2)
- James Clavell, Taï-Pan, 1966,  (ISBN 225304167X)
- Christophe Masson, L'Empereur de Macao, Revoir, 2016  (ISBN 978-2352650973)

### Cinéma
- Opération Dragon est un film américano-hongkongais réalisé par Robert Clouse, avec Bruce Lee dans le rôle principal, sorti en 1973 ;
- In the Mood for Love (花樣年華, Fa yeung nin wa) est un film hongkongais réalisé par Wong Kar-wai, sorti en 2000 qui se passe à Hong Kong en 1962 ;
- Infernal Affairs (無間道, Mou gaan dou) est un film hongkongais réalisé par Andrew Lau et Alan Mak, sorti le 12 décembre 2002 ;
- Protégé (门徒, Moon to) est un film hongkongais réalisé par Derek Yee, sorti en 2007 ;
- La Vie sans principe (夺命金, Duó Mìng Jīn) est un film hongkongais, réalisé par Johnnie To, sorti en 2011 ;
- Dans le film catastrophe américain de 2017 Geostorm, une brusque montée de température affecte Hong Kong, provoquant la destruction de plusieurs immeubles et de gratte-ciel[100].

### Jeu vidéo
- Hitman : Tueur à gages, puis Hitman: Contracts.
- Sleeping Dogs

### Enseignement supérieur

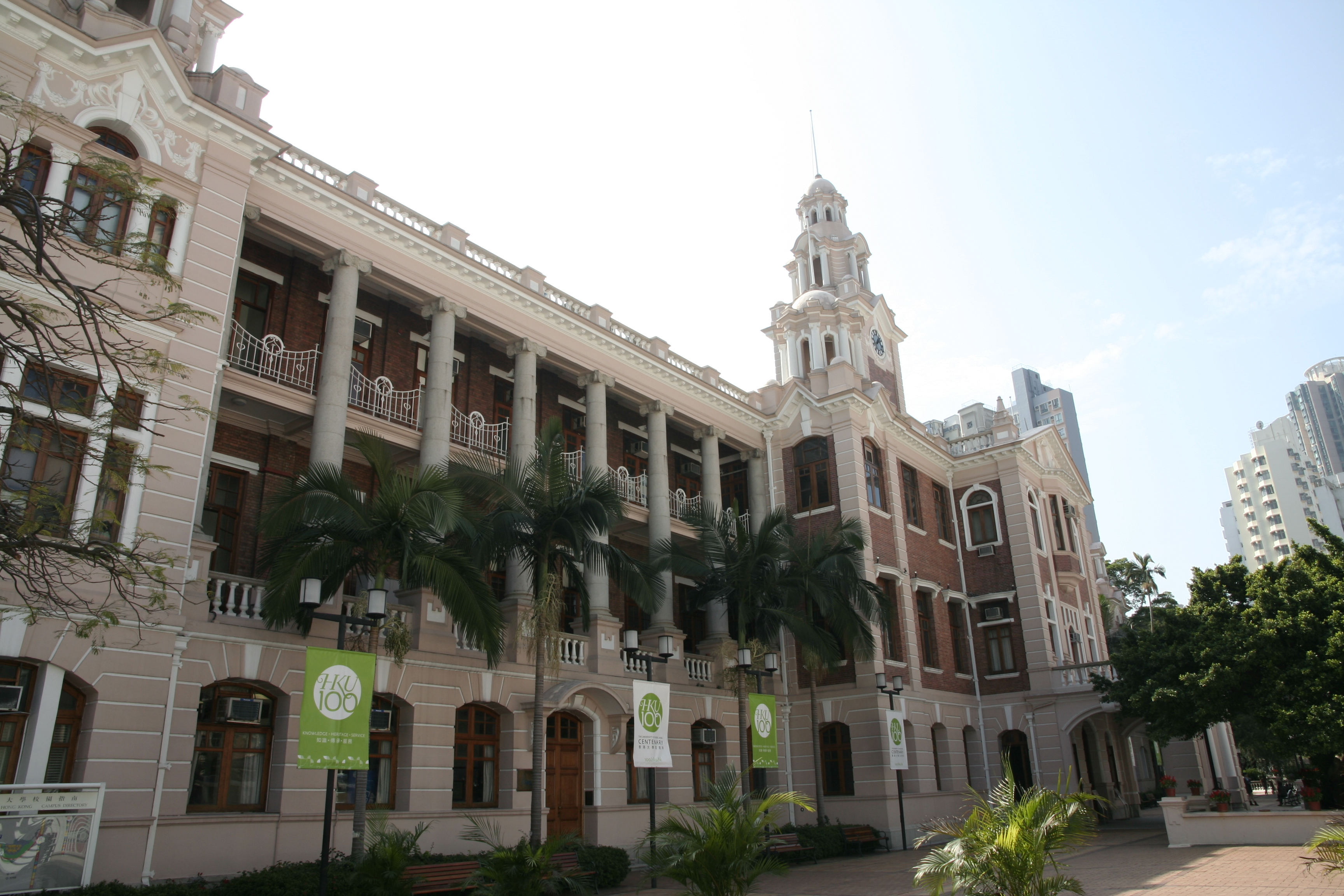
Université de Hong Kong

Il y a huit universités et de nombreux centres d'enseignement supérieur :
- Universités
  - Université municipale de Hong Kong
  - Université polytechnique de Hong Kong (HKPU)
  - Hong Kong Shue Yan Université
  - Université des sciences et technologies de Hong Kong (HKUST)
  - Université baptiste de Hong Kong (HKBU)
  - Université chinoise de Hong Kong (CUHK)
  - Université de Hong Kong
  - The Education University of Hong Kong
  - Université libre de Hong Kong
  - Université Lingnan
- Autres institutions
  - Collège Chu Hai[101]
  - Institut Hongkongais de formation professionnelle[102]
- secondaire située
  - YMCA de Hong Kong Christian College

### Sport

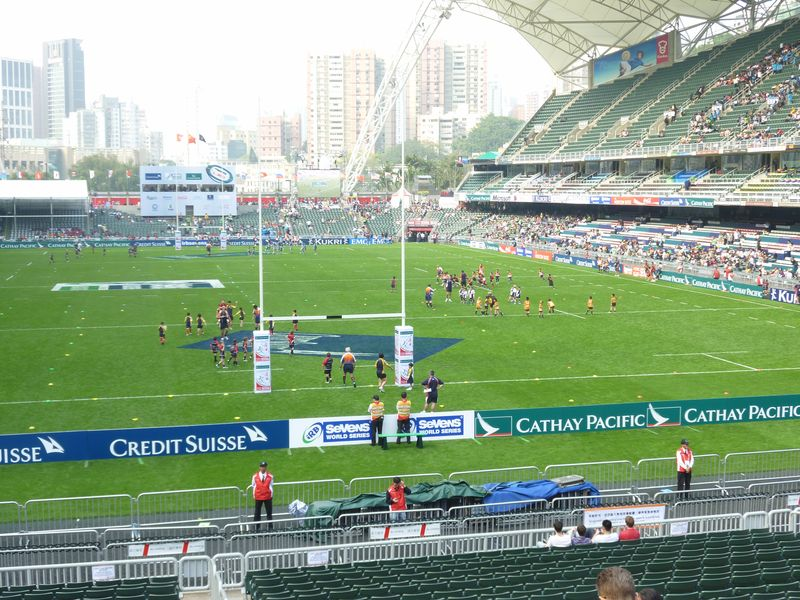
Hong Kong Sevens 2011 (le tournoi du rugby à sept le plus réputé au monde) est organisé chaque année depuis 1976 à Hong Kong.

Ancienne colonie sous concession britannique et zone administrative spéciale au sein de la Chine, Hong Kong participe généralement aux manifestations sportives internationales sous sa propre bannière « Hong Kong, Chine ».
13 médailles olympiques pour Hong Kong dont 4 en or, 3 en argent et 6 en bronze. Une médaille d'or à Atlanta en 1996 en planche à voile Mistral féminin (Lee Lai Shan) et une autre médaille d'or en escrime aux Jeux olympiques d'été de 2020 à Tokyo en 2021 (Cheung Ka Long).Les jeux Olympiques d'été de Paris 2024 furent les Jeux olympiques où Hong Kong remporta le plus de médailles d'or avec 2 médailles d'or en escrime. Cheung Ka Long au fleuret masculin réalisant ainsi un doublé (exploit qui n'avait pas été accompli au fleuret depuis 1956 avec le doublé de Christian d'Oriola) et Vivian Kong Man-wai à l'épée féminine.Hong Kong remporta également ces jeux-ci 2 médailles de bronze en natation remportées par Siobhán Bernadette Haughey au 200 mètres nage libre ainsi qu'au 100 mètres nage libre.Hong Kong remporta aussi une médaille d'argent pour les doubles messieurs en tennis de table en 2004 à Athènes (Ko Lai Chak et Li Ching) et deux autres médailles en natation encore à Tokyo (Siobhán Bernadette Haughey). Et une médaille de bronze en 2012 et trois autres médailles en 2021.
Hong Kong participe aussi aux Jeux paralympiques d'été depuis 1972. Le territoire a accueilli les épreuves d'équitation dans le cadre des Jeux olympiques d'été de 2008 à Pékin.
Déjà pressentie pour organiser une manche du championnat du monde de Formule 1 dans les années 1990, Wesley Wan, président de la Fédération hongkongaise de l'automobile, a fait part, en 2011, de sa volonté de voir Hong Kong accueillir un Grand Prix à l'avenir. Hong Kong est la première ville à accueillir la troisième édition de l'ePrix (Championnat de Formule E) en octobre 2016.
Le tournoi du rugby à sept le plus réputé au monde est le Hong Kong Sevens, organisé chaque année à Hong Kong depuis 1976 et une étape des IRB Sevens World Series depuis 1999.

### Architecture

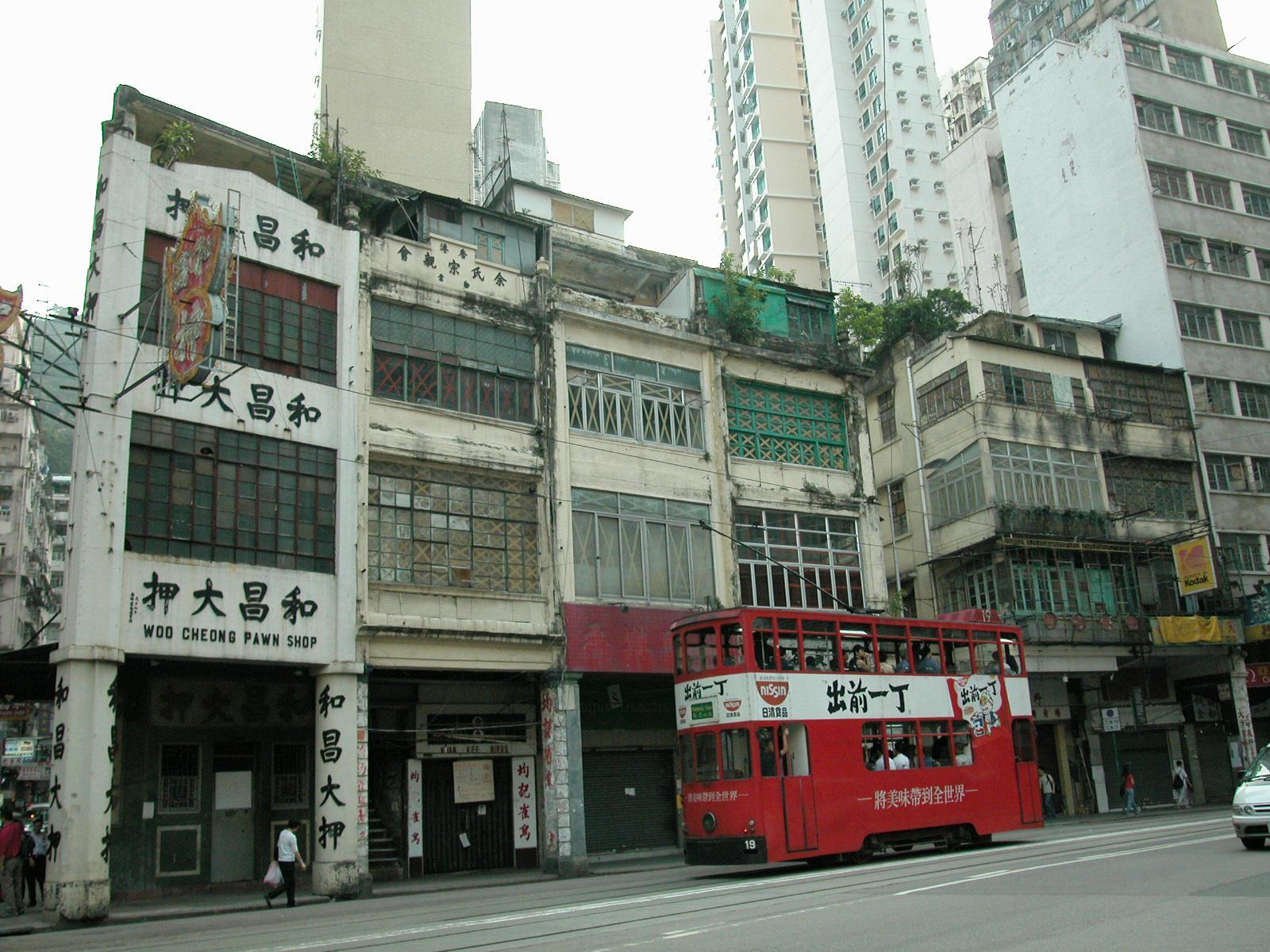
Tong lau dans le quartier de Wan Chai

L'espace étant limité à Hong Kong, les densités sont fortes et de nombreux espaces ont été conquis sur la mer.
L'architecture de Hong Kong s'est façonnée au cours du XIXe siècle jusqu'aux années 1960 à travers la construction de nombreux Tong lau, l'habitat urbain typique de la ville pendant cette période. Ils se caractérisent par leur étroitesse, leur hauteur de 2 à 8 étages, et leur mixité : une surface commerciale au rez de chaussée et de plusieurs logements dans les niveaux supérieurs. Le style architectural des tong lau évolue avec le temps et les matériaux utilisés, d'une inspiration coloniale pour les premiers, puis Art déco et Bauhaus au cours du XXe siècle. Aujourd'hui, les tong Lau sont peu à peu remplacés par des constructions plus modernes, et plus hautes.
Hong Kong est connu pour le nombre important de ses gratte-ciel. Certains, situés sur l'île de Hong Kong, sont particulièrement célèbres, comme la tour de la Bank of China, dessiné par Ieoh Ming Pei et le Two International Finance Centre dû à César Pelli. Le ICC (International Commerce Center) est devenu début 2010 le plus haut gratte-ciel de la ville, avec 484 m. C'est ici que se concentrent les gratte-ciel les plus hauts et les plus célèbres. Les plus hauts côté Hong Kong[Quoi ?] sont Two International Finance Centre, sur la droite[Où ?], achevé en 2003, et Central Plaza, plus vers la gauche[Où ?] achevé 11 ans plus tôt. Ils ont été détrônés début 2010 par le ICC (Kohn Pedersen Fox Architects), situé à l'extrémité de la péninsule de Kowloon.
D'après le classement du groupe immobilier Knight Frank et de Citi Private Bank, Hong Kong est la troisième ville la plus chère du monde (derrière Londres et Monaco) en ce qui concerne les prix de l'immobilier (19 700 euros par mètre carré dans les quartiers les plus chics).

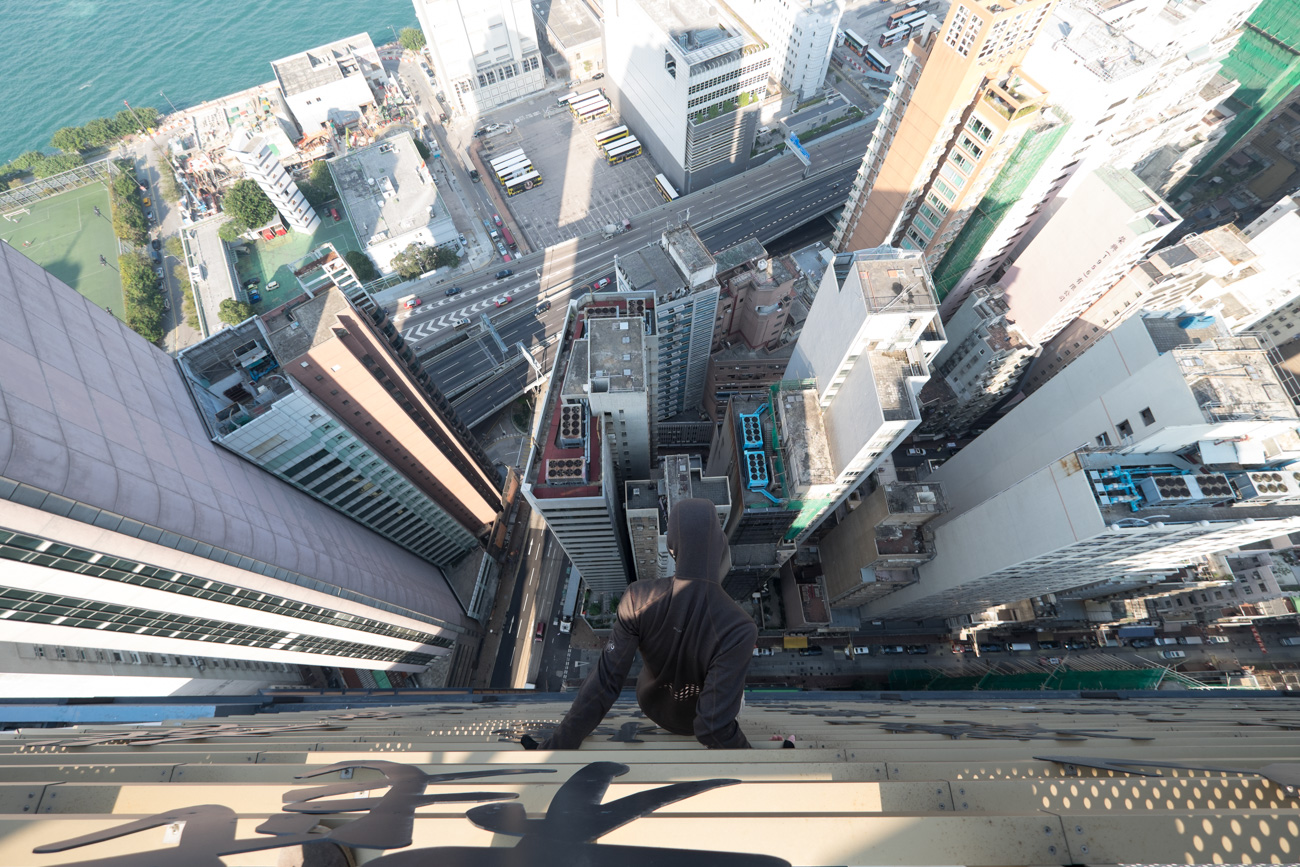
Escalade des toits à Hong Kong

Pour ne pas faire baisser la valeur des logements et appauvrir les riches, le gouvernement chinois a renoncé à son programme de constructions de logements sociaux prévu pour la période 1997-2004, ce qui permet le maintien de 100 000 maisons-cages exiguës où vivent autant de déclassés, et considérées comme un « affront à la dignité humaine » par le Conseil économique et social des Nations unies.
Dans les années 2000, la ville devient célèbre pour la pratique de la toiturophilie. De nombreux adeptes se rendent chaque année dans la ville pour grimper les toits les plus hauts de la ville.

#### Différentes vues des îles

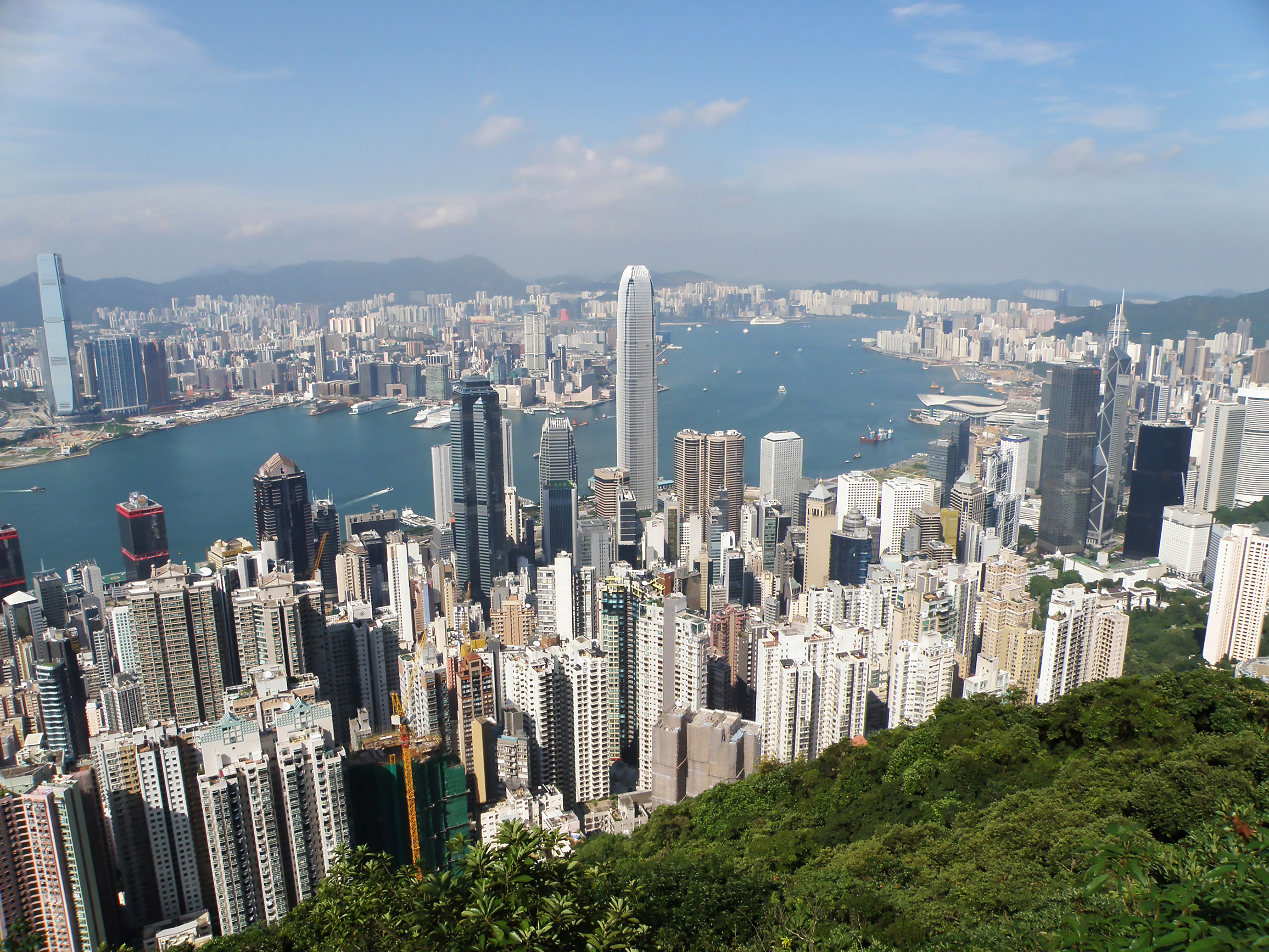
Vue de l'île de Hong Kong depuis Victoria Peak. En arrière-plan, le port Victoria et Kowloon.

Le port de Hong Kong vu depuis le Pic Victoria (Hong Kong). Juin 2019.

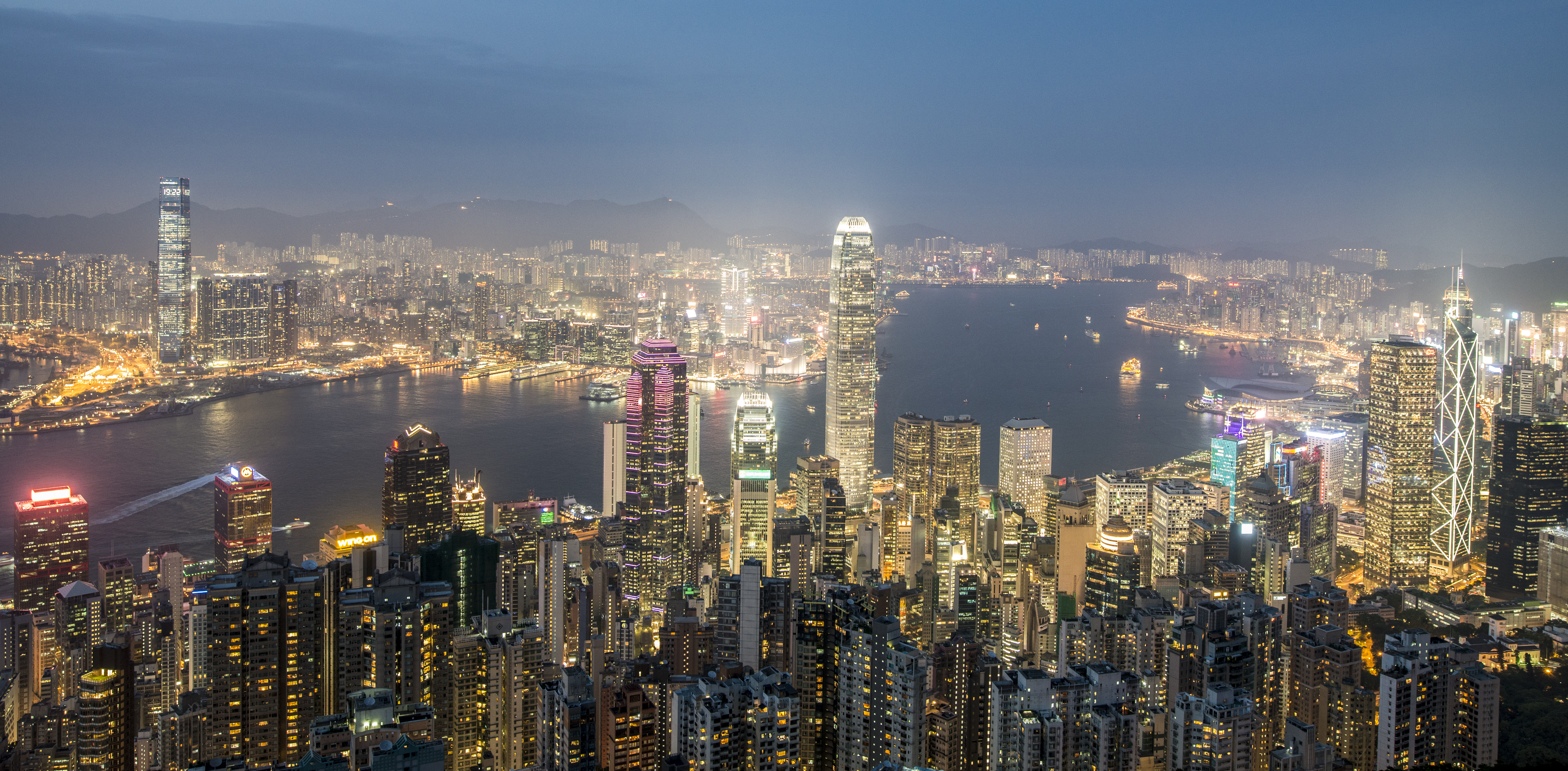
Vue nocturne de l'île de Hong Kong depuis Victoria Peak. En arrière-plan, le port Victoria et Kowloon.

## Religions

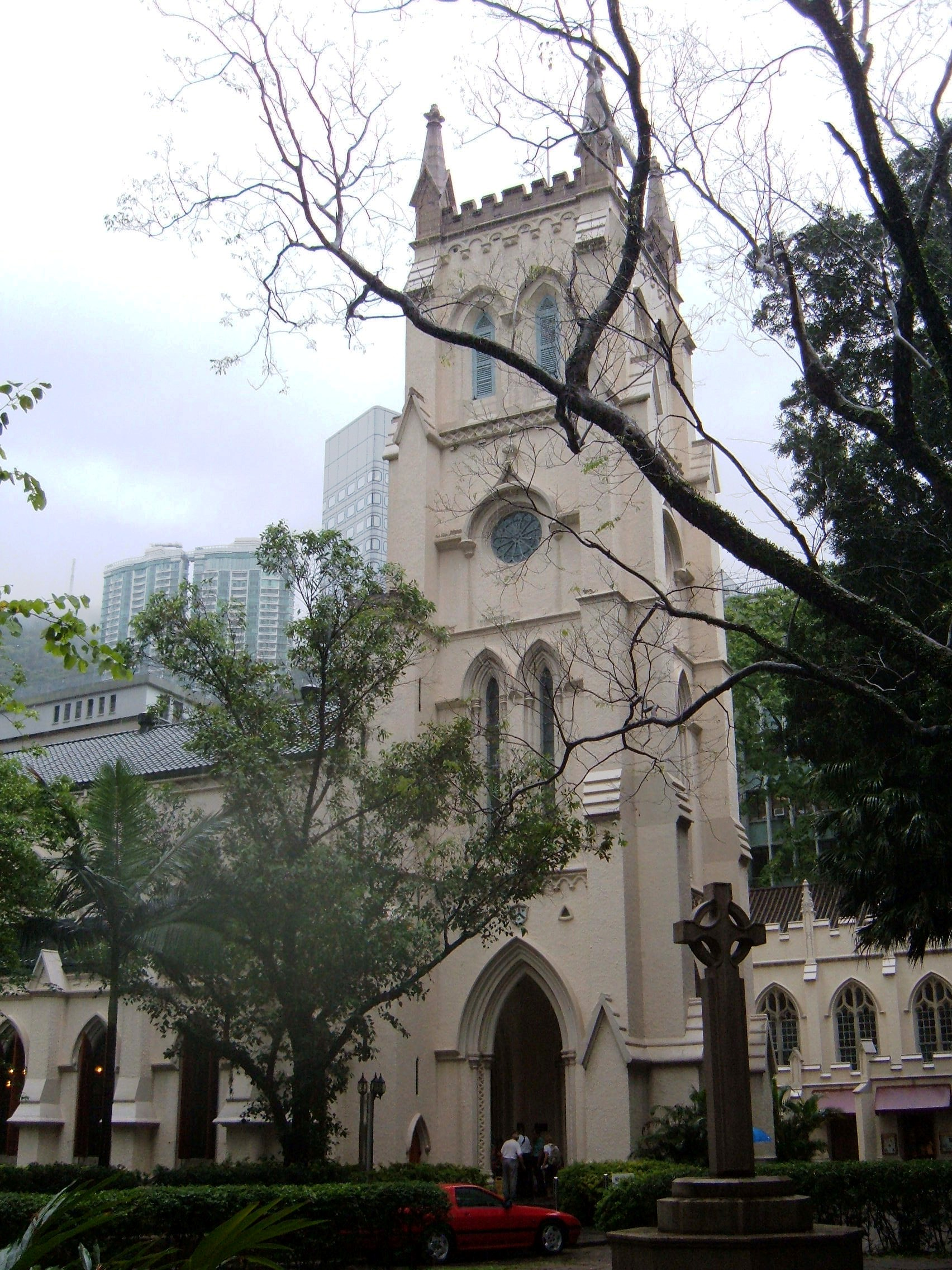
St John's Cathedral, l'église la plus ancienne à Hong Kong.
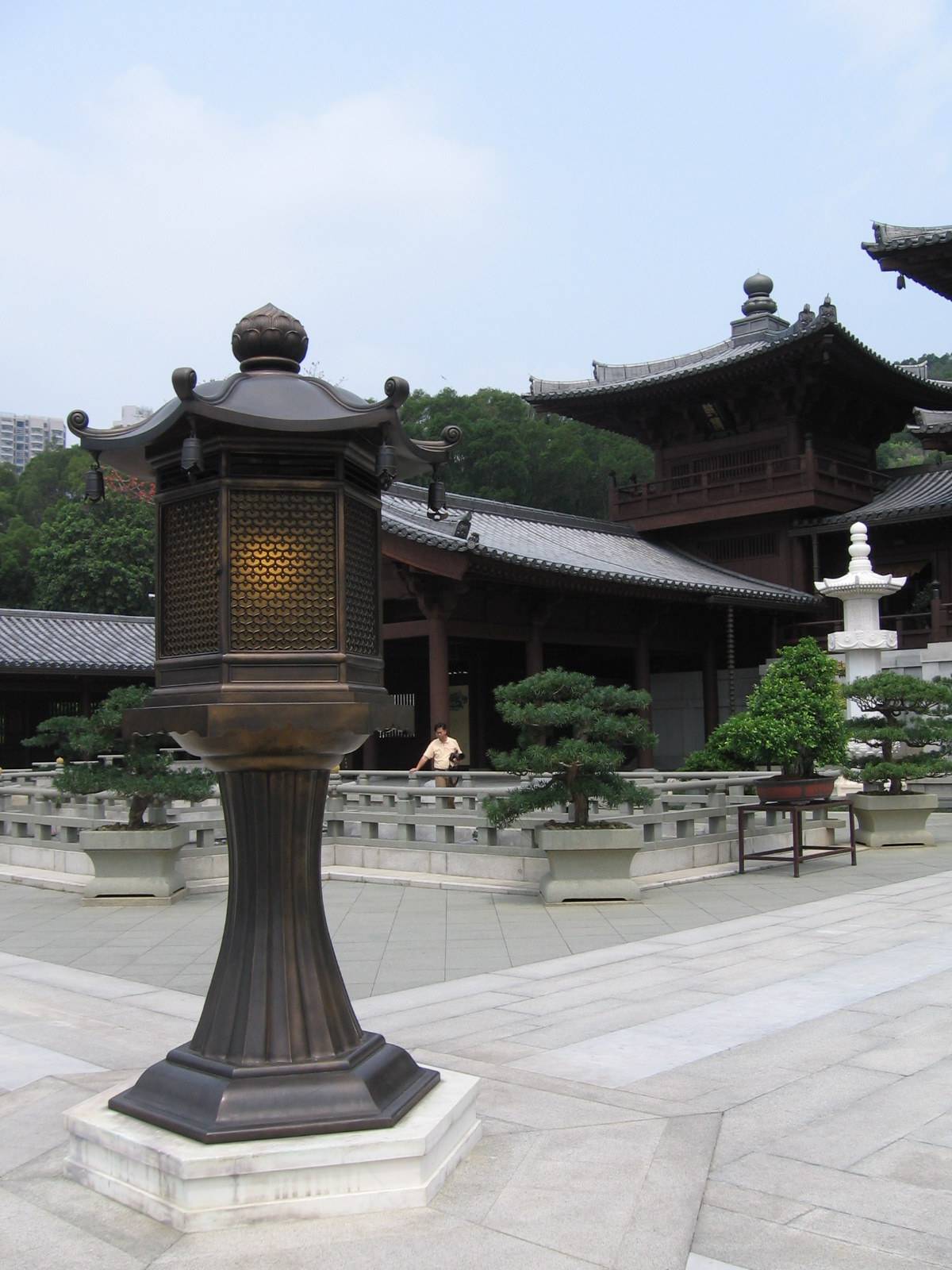
Le couvent de Chi Lin, un couvent bouddhiste à Hong Kong.
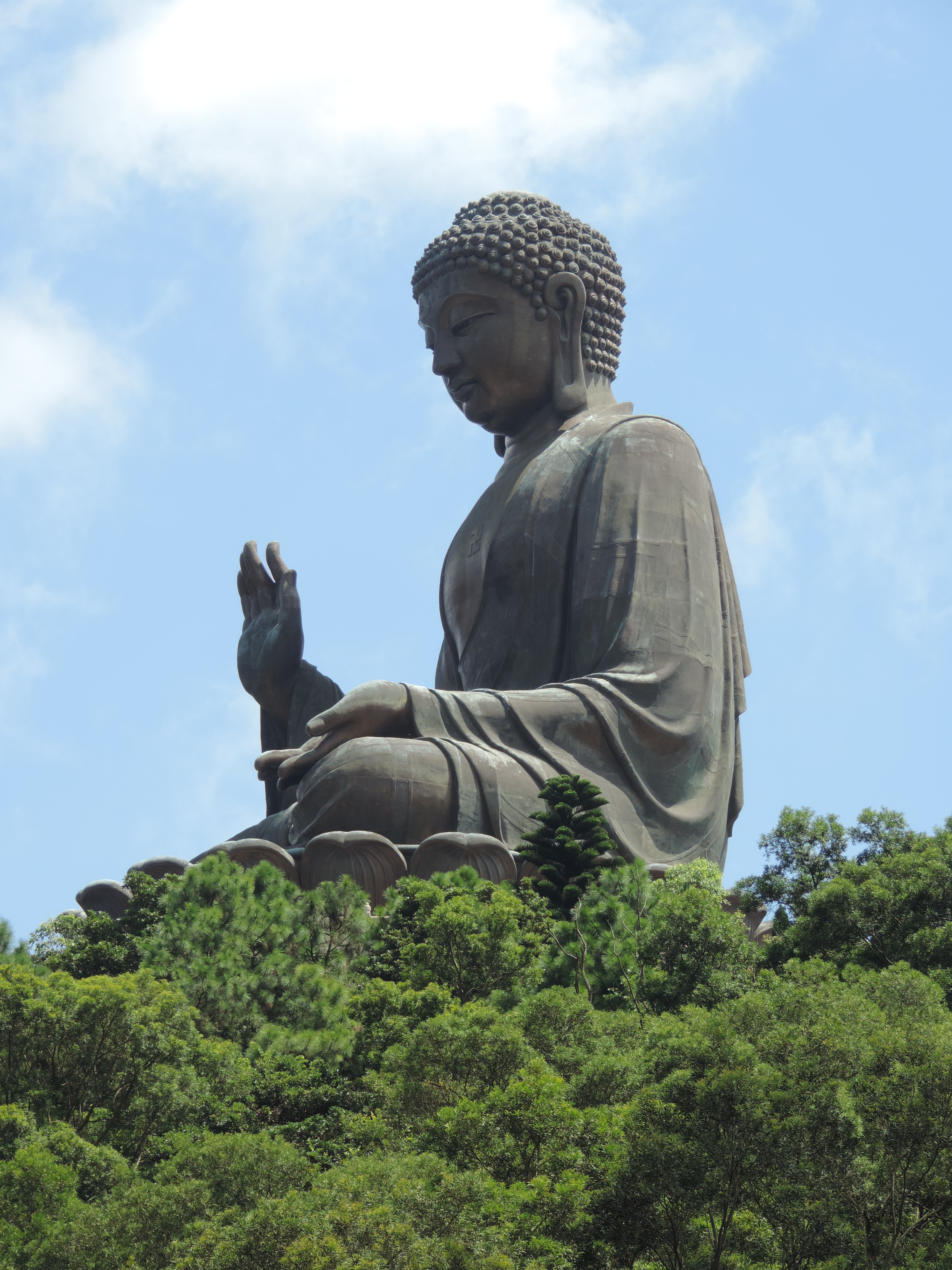
La statue du Grand Bouddha sur l'île de Lantau.
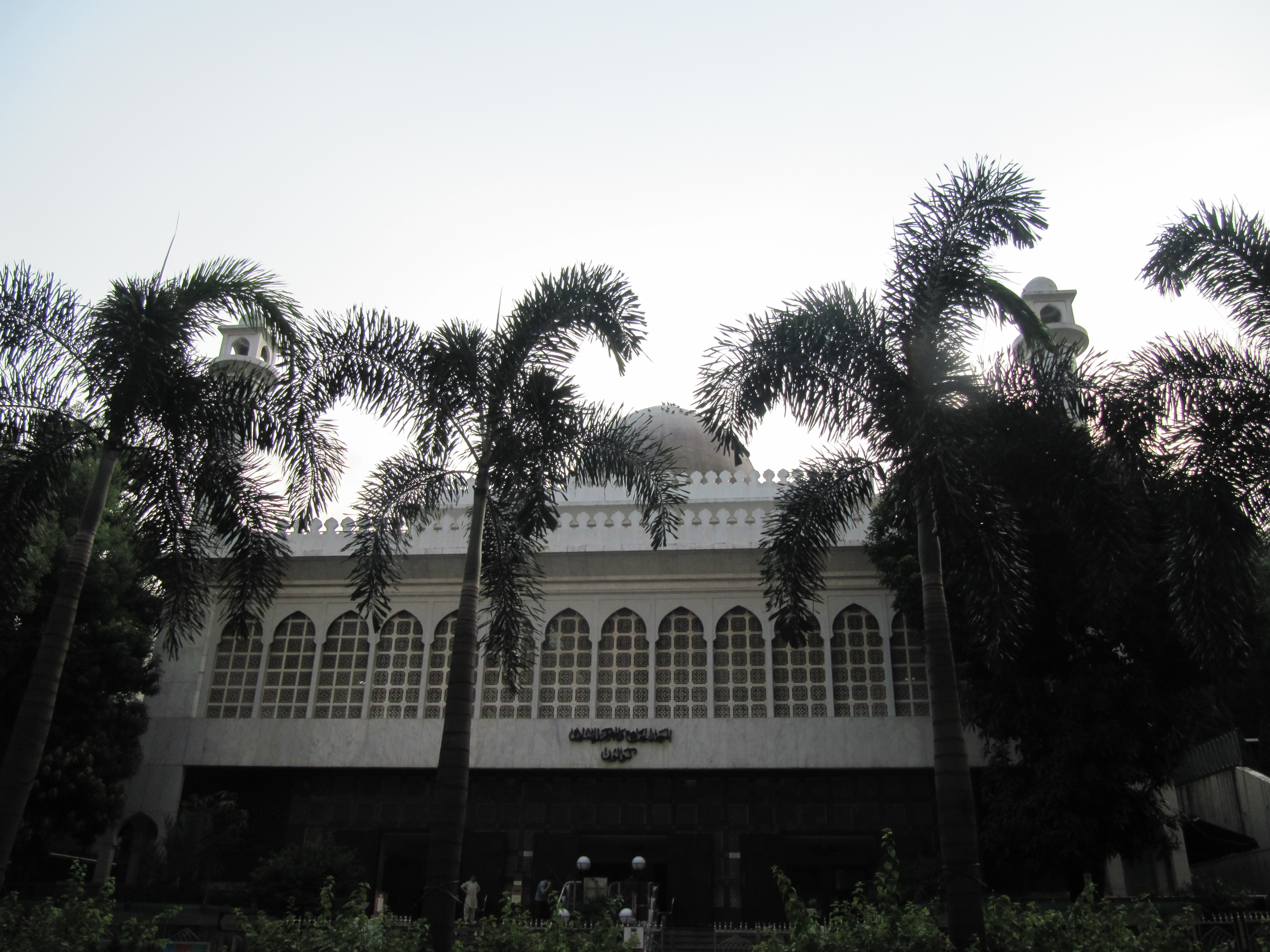
La mosquée de Kowloon à Hong Kong.
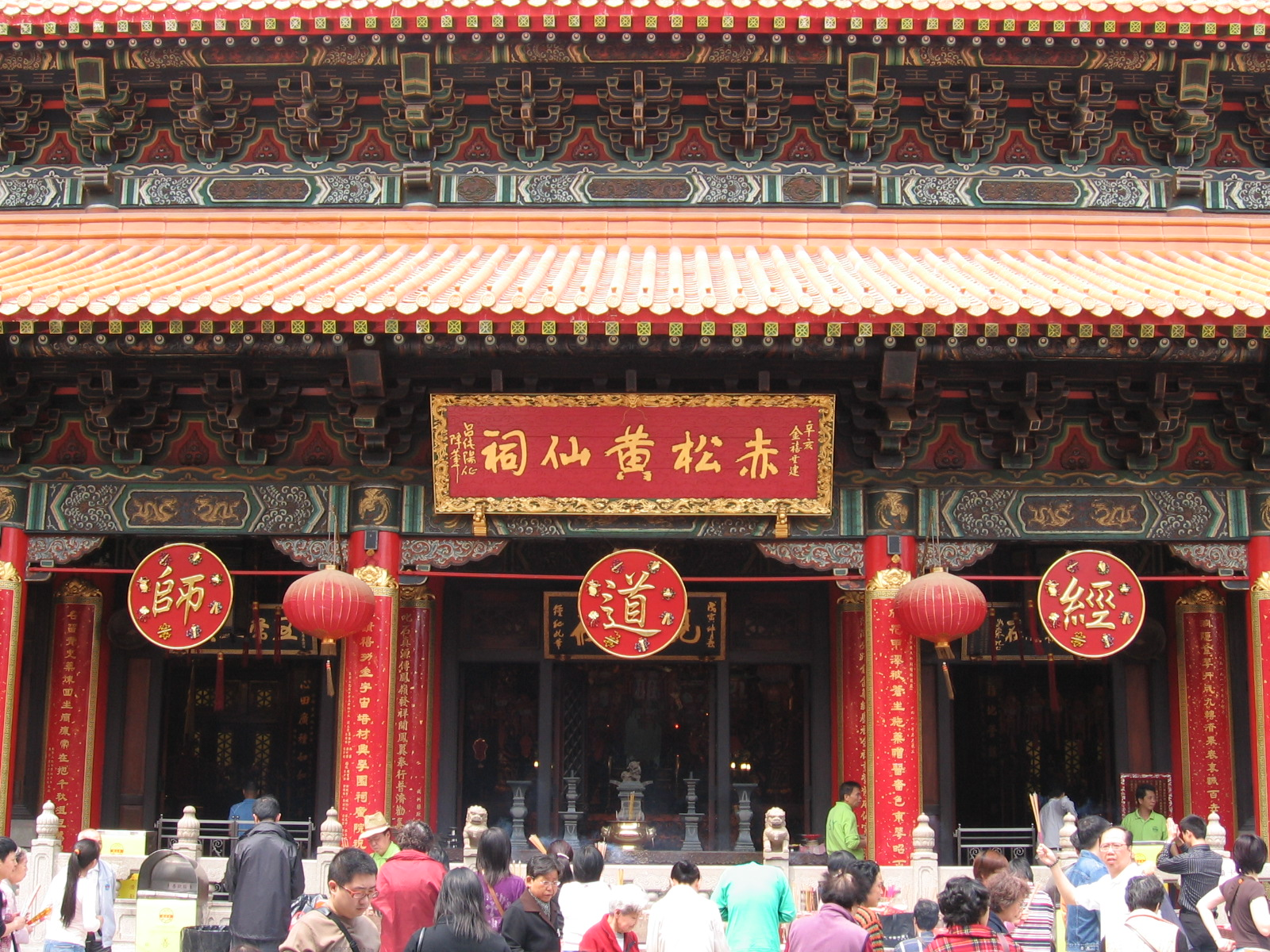
Wong Tai Sin, un temple taoïste.

50 % des Hongkongais sont irréligieux, 35,3 % des Hongkongais sont taoïstes, confucianistes ou bouddhistes et 11,6 % chrétiens,. Selon le gouvernement régional, il y a aussi des musulmans (50 000), dont des Huis originaires du Guandong, des hindous (35 000), des sikhs (5 000) et des juifs (quelques milliers) à Hong Kong.
Les trois grandes religions prédominant dans la population chinoise s'interpénètrent plus ou moins étroitement au point de se confondre dans les pratiques populaires. Il est fréquent que ces cultes cohabitent dans un même espace architectural (temples séparés mais enclos dans une même enceinte comme au Sik Sik Temple, ou autels occupant un même temple comme dans celui d'Hollywood road).
Hong Kong possède deux cathédrales : la cathédrale Saint-John de Hong Kong, anglicane, et la cathédrale de l'Immaculée-Conception, catholique.
La Convention baptiste de Hong Kong a été officiellement fondée en 1938 . En 2017, elle comptait 164 églises et 114 016 membres.

## Géographie

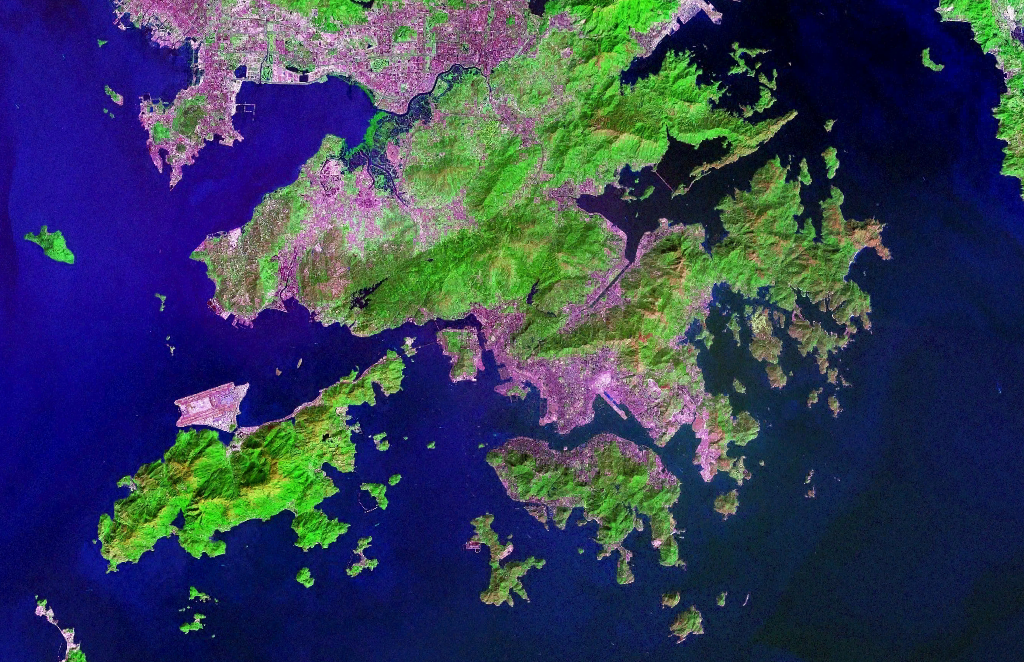
Image satellite. En vert, les zones végétalisées. En gris, les zones urbanisées. La grande île en bas à gauche est Lantau.

La région administrative de Hong Kong couvre un territoire de 1 104 km2, frontalier de la province chinoise du Guangdong. L'île de Hong Kong se trouve à 133 km au sud-est de Guangzhou, à 814 km à l'ouest-sud-ouest de Taipei, à 1 229 km au sud-ouest de Shanghaï, à 1 972 km au sud de Pékin, à 2 588 km au nord-nord-est de Singapour et à 9 633 km à l'est-sud-est de Paris. Située non loin du tropique du Cancer, la région est largement ouverte sur la mer de Chine méridionale. Hong Kong est une région assez montagneuse et se situe à l'extrémité sud-est du delta de la rivière des Perles, un des plus importants fleuves chinois. La région du delta, qui comprend Guangzhou (Canton) et Shenzhen, est une des plus peuplées et des plus riches de Chine. Hong Kong joue un rôle structurant dans l'économie régionale. Ainsi, la ville de Shenzhen créée face à la frontière de Hong Kong est devenue la deuxième ville la plus peuplée de Chine du Sud après Canton.
On distingue souvent trois grandes parties de Hong Kong. L'île de Hong Kong, dans le sud, a été la première région colonisée par les Anglais. C'est le cœur politique et économique de la région, mais elle couvre moins de 10 % du territoire. Kowloon est la zone qui fait face à l'île. En grande partie passée sous contrôle britannique en 1860, c'est aujourd'hui une zone densément peuplée, où le niveau de vie moyen est bien moins élevé que sur l'île. Le terme Nouveaux Territoires désigne de manière générale les régions prises en bail par les Britanniques en 1898. En surface, ils couvrent près des neuf dixièmes de la région administrative. En population, ils dépassent la moitié depuis les années 2000.
Le relief est prononcé à Hong Kong, ce qui contribue à donner au territoire sa structure urbaine assez particulière. Sur l'île de Hong Kong, le pic Victoria s'élève à 554 mètres. Au centre des Nouveaux Territoires, le point culminant, le Tai Mo Shan atteint les 958 mètres. D'une manière générale, les collines sont assez peu construites, souvent couvertes de forêt et protégées afin notamment de prévenir les glissements de terrain vers les zones habitées en contrebas. Hong Kong et les hauteurs de Kowloon connurent d'ailleurs de nombreux glissements de terrain destructeurs au XXe siècle, causés par les fréquents typhons, au point de servir de modèle mondial dans la prévention et l'évacuation des habitants lors de ces cataclysmes. La population se concentre surtout sur une bande littorale. À l'inverse, la plus grande plaine, qui se trouve excentrée dans le Nord des Nouveaux territoires, reste elle aussi moins peuplée que le centre historique.

En vert, l'île de Hong Kong, le cœur historique de la colonie anglaise resté le centre économique et politique
En vert, Kowloon, rattaché à Hong Kong en 1860 (1898 pour New Kowloon). C'est là que les densités résidentielles sont les plus élevées.
En vert, les Nouveaux Territoires, passés sous bail anglais de 99 ans en 1898. Les densités urbaines sont variables, et la région est en expansion démographique.

### L'île de Hong Kong et Kowloon

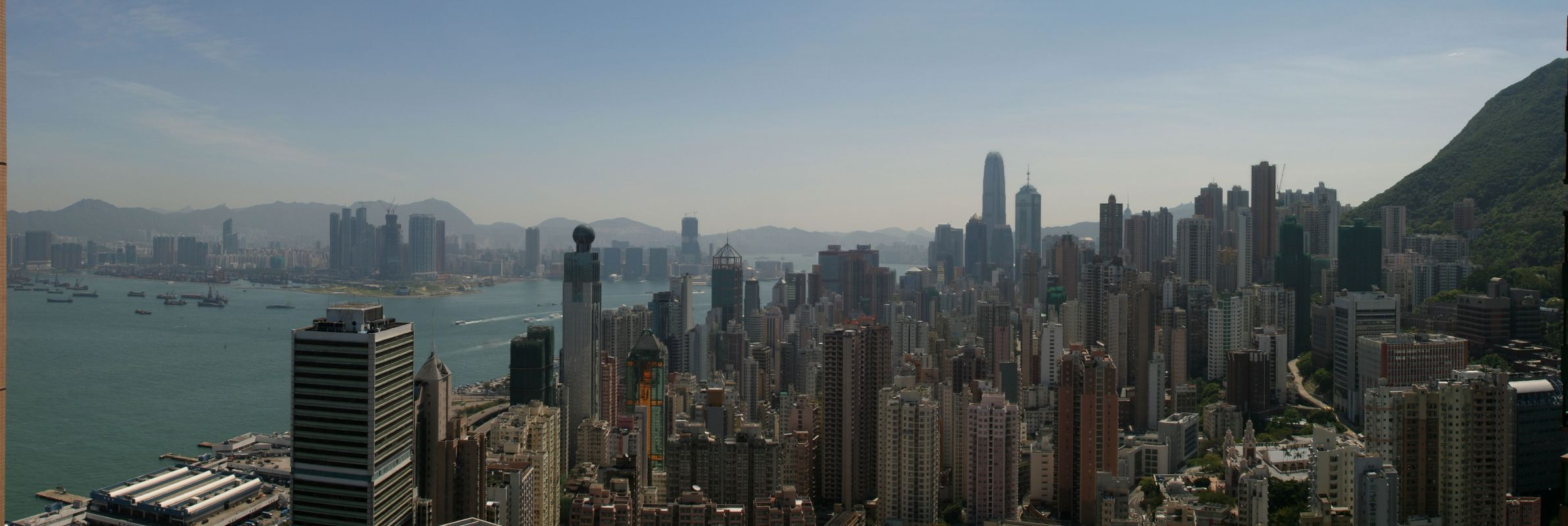
La côte nord de l'île de Hong Kong et, à gauche, séparé de l'île par le Victoria Harbour, Kowloon.

L'île de Hong Kong fut la première région habitée par les colons anglais. Elle est assez montagneuse et la population se concentre dans sa partie nord. Aujourd'hui encore, les quartiers de Central et Wan Chai forment le cœur politique et économique de la RAS. C'est aussi sur l'île que les habitants ont les revenus les plus élevés.
La péninsule de Kowloon fait face à la côte nord de l'île. Ce fut la deuxième région à être urbanisée et les densités résidentielles y sont particulièrement fortes, dépassant les 30 000 habitants au kilomètre carré. Mong Kok, l'un des quartiers de Kowloon, serait l'un des quartiers les plus denses au monde, avec des chiffres allant de 150 000 à 200 000 habitants au km2. Kowloon était initialement un quartier populaire, abritant des immigrants de Chine continentale. À partir de la fin des années 1990, de nombreux gratte-ciel relativement luxueux y ont été construits, notamment du complexe d'Union Square. Beaucoup de ces gratte-ciel sont résidentiels, mais le plus haut d'entre eux, l'International Commerce Center (484 mètres), abrite un hôtel, le Ritz-Carlton, et des bureaux. Une plateforme panoramique est ouverte aux visiteurs au centième étage.

### Nouveaux Territoires

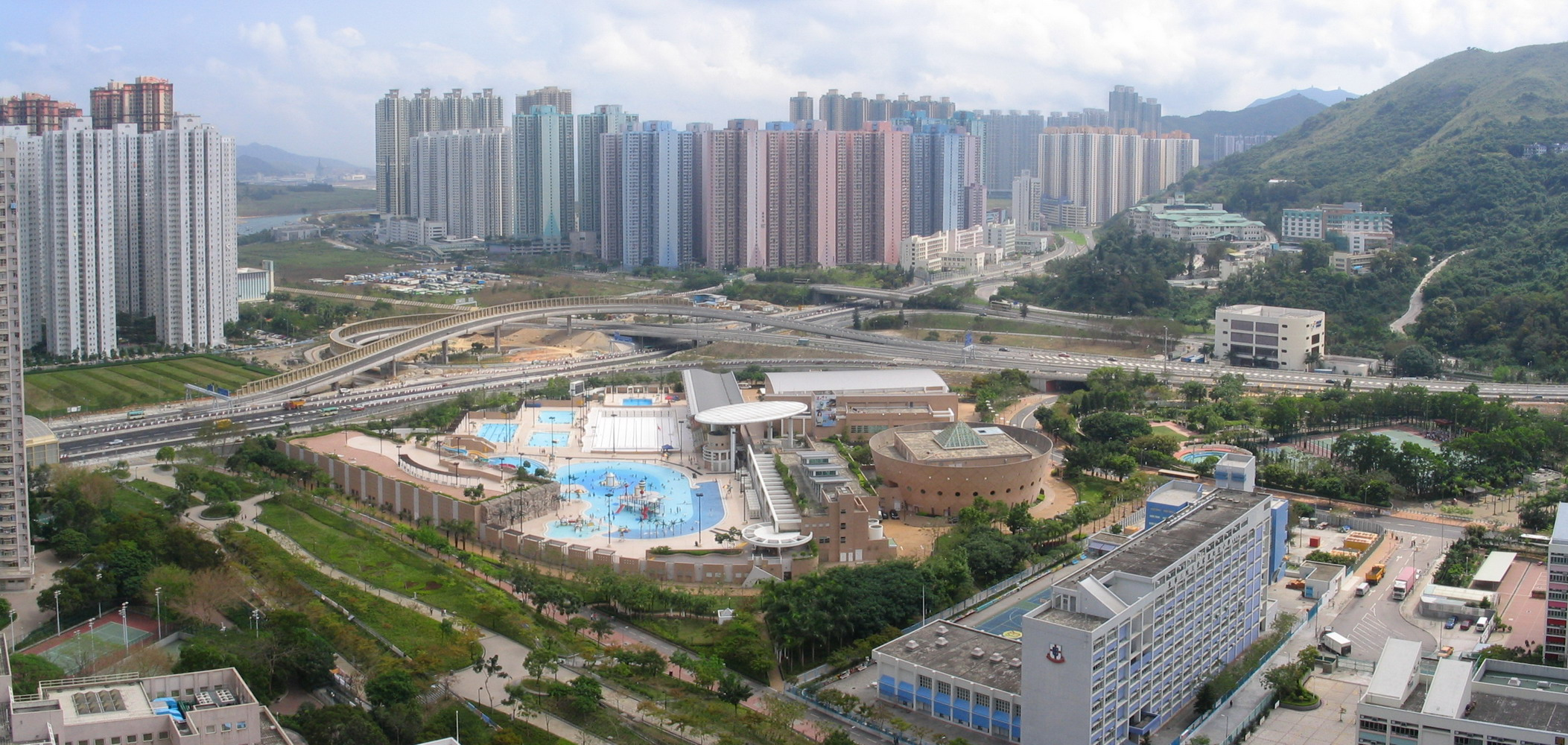
Tseung Kwan O New Town

Les Nouveaux Territoires correspondent aux terres passées sous contrôle britannique en 1898, à l'exception de New Kowloon, que l'on intègre aujourd'hui à Kowloon. Les Nouveaux territoires représentent plus de 80 % de la surface de Hong Kong. Depuis les années 2000, ils regroupent également plus de la moitié des habitants. Les densités y sont globalement moins élevées, mais augmentent plus rapidement.
Tant par sa surface que sa population, la partie la plus importante des Nouveaux territoires est la masse de terre située au nord de Kowloon. Depuis les années 1970-1980, différentes villes nouvelles y abritent chacune plusieurs centaines de milliers de personnes. Ce sont par exemple Tsuen Wan, Sha Tin, Tin Shui Wai ou Tseung Kwan O.
Les Nouveaux Territoires comprennent également de nombreuses îles. La plus vaste est de loin celle de Lantau, située à l'ouest de l'île de Hong Kong, et sur laquelle se trouve notamment le nouvel aéroport international. Parmi les îles secondaires, on peut citer Lamma, Po Toi, Cheung Chau ou Peng Chau. Ces petites îles, peuplées de pêcheurs, offrent encore la vision de communautés côtières traditionnelles.
Au centre des Nouveaux Territoires, les monts Wo Yang Shan et Tai Mo Shan culminent respectivement à 771 m et 957 m. Enfin, la partie orientale est principalement occupée par le Hong Kong Unesco Global Geopark.

### Climat
Le climat de Hong Kong est un climat subtropical à hiver sec (Cwa selon la classification de Köppen). L'hiver (janvier et février) est nuageux mais la pluie y est très rare ; les températures oscillent généralement entre 13 °C et 22 °C. Le minimum annuel moyen est de 8,4 °C. Le printemps et l'été (mars à octobre) sont chauds, humides et pluvieux ; les températures moyennes vont de 17-21 °C (mars) à 26-32 °C (juillet). De juin à septembre la température dépasse 30 °C presque tous les jours et la pluie est abondante. Le maximum annuel moyen est de 33,8 °C. L'automne (octobre à décembre) est considéré comme la période la plus agréable : le temps est ensoleillé et les températures sont douces (15-30 °C). 
 Hong Kong subit souvent des typhons. Le 18 septembre 1906, un typhon ou grand (Tai) vent (Foun) et un tsunami ont fait 10 000 victimes.
| Mois                                | jan.  | fév. | mars | avril | mai   | juin  | jui.  | août  | sep.  | oct.  | nov.  | déc.  | année   |
| ----------------------------------- | ----- | ---- | ---- | ----- | ----- | ----- | ----- | ----- | ----- | ----- | ----- | ----- | ------- |
| Température minimale moyenne (°C)   | 14,5  | 15   | 17,2 | 20,8  | 24,1  | 26,2  | 26,8  | 26,6  | 25,8  | 23,7  | 19,8  | 15,9  | 21,4    |
| Température moyenne (°C)            | 16,3  | 16,8 | 19,1 | 22,6  | 25,9  | 27,9  | 28,8  | 28,6  | 27,7  | 25,5  | 21,8  | 17,9  | 23,2    |
| Température maximale moyenne (°C)   | 18,12 | 18,9 | 21,4 | 25    | 28,4  | 30,2  | 31,4  | 31,1  | 30,1  | 27,8  | 24,1  | 20,2  | 25,6    |
| Record de froid (°C)                | 0     | 2,4  | 4,8  | 9,9   | 15,4  | 19,2  | 21,7  | 21,6  | 18,4  | 13,5  | 6,5   | 4,3   | 0       |
| Record de chaleur (°C)              | 26,9  | 28,3 | 30,1 | 33,4  | 35,5  | 35,6  | 36,3  | 40,8  | 35,2  | 34,3  | 31,8  | 28,7  | 40,8    |
| Ensoleillement (h)                  | 143   | 94,2 | 90,8 | 101,7 | 140,4 | 146,1 | 212   | 188,9 | 172,3 | 193,9 | 180,1 | 172,2 | 1 835,6 |
| Précipitations (mm)                 | 24,7  | 54,4 | 82,2 | 174,7 | 304,7 | 456,1 | 376,5 | 432,2 | 327,6 | 100,9 | 37,6  | 26,8  | 2 398,4 |
| Nombre de jours avec précipitations | 5,37  | 9,07 | 10,9 | 12    | 14,67 | 19,07 | 17,6  | 16,93 | 14,67 | 7,43  | 5,47  | 4,47  | 137,65  |
| Humidité relative (%)               | 74    | 80   | 82   | 83    | 83    | 82    | 81    | 81    | 78    | 73    | 71    | 69    | 78      |

### Environnement
La pollution atmosphérique est en augmentation à Hong Kong. En 2011, l'indice de pollution atmosphérique (API) mis au point par les autorités, a dépassé le niveau 100 ("très haut") plus de 20 % de l'année, soit dix fois plus qu'en 2005. L'indice est "haut" 70 % du temps et "moyen" moins de 10 % du temps. D'après le journal Le Monde : « Encore faut-il ajouter que l'API est incroyablement tolérant. Calculé en fonction de la concentration de cinq principaux polluants, l'indice hongkongais fait systématiquement passer pour acceptables auprès du grand public des seuils d'exposition jugés dangereux par l'Organisation mondiale de la santé (OMS) ».
L'université de Hong Kong estime que 3 200 morts par an sont attribuables à la pollution atmosphérique. Toutefois, selon l'un des auteurs de l'étude, « ces chiffres sont a minima et ne tiennent compte que des effets à court terme de la pollution sur la santé de la population. L'impact total sera bien supérieur quand les résultats des études de cohorte sur le long terme seront intégrés. » La pollution entraîne également chaque année 160 000 jours d'hospitalisation et plus de 7 millions de visites chez le médecin ; elle représente un coût de 40 milliards de dollars hongkongais au gouvernement.
Hong Kong doit faire face à des quantités de déchets électroniques toujours plus importantes. Plus de 70 000 tonnes de matériaux électroniques y sont produites chaque année, et Hong Kong est considéré comme la « poubelle électronique d'Asie » du fait des importations de déchets, dont la plupart proviennent des États-Unis. Des centaines de décharges se sont implantées ces dernières années.

## Natifs de Hong Kong
- Adrienne Clarkson - le vingt-sixième gouverneur général du Canada
- David Lam - Lieutenant-gouverneur de la province de Colombie-Britannique entre 1988 et 1995
- Cheung Ka Long, double champion olympique d'escrime.
- Philip Lee - le vingt-quatrième lieutenant-gouverneur du Manitoba
- Olivia Chow - Conseillère municipale de Toronto de 1991 à 2005 et député fédérale de 2006 à 2014
- Margaret Chan - Directrice générale de l'Organisation mondiale de la santé (OMS) entre 2007 et 2017
- Elvina Kong, actrice et présentatrice de télévision
- Deborah Barrymore, actrice britannique
- Monita Rajpal
- Mary-Woo Sims
- René de Obaldia, écrivain français.
- Jacky Cheung, chanteur hongkongais.
- Andy Lau, acteur hongkongais.
- Chow Yun-fat, acteur hongkongais.
- Jackie Chan, acteur chinois.
- Leung Kwok-Hung, homme politique hongkongais.
- Tony Leung Chiu-wai, acteur hongkongais.
- Maggie Cheung, actrice chinoise.
- Ma Ying-jeou, homme politique taïwanais président de la république de Chine de Taïwan de 2008 à 2016.
- Nicholas Tse, acteur canadien.
- Stephen Chow, acteur hongkongais.
- Niki Chow, actrice hongkongaise.
- Kelly Chen, actrice chinoise.
- Johnnie To, réalisateur et producteur hongkongais.
- Herman Li, guitariste hongkongais du groupe DragonForce.
- Viviane Moore, journaliste française.
- Anthony Wong Chau-sang, acteur hongkongais.
- Eric Tsang, acteur hongkongais.
- Nick Cheung, acteur chinois.
- Louis Koo, acteur hongkongais.
- Shawn Yue, chanteur chinois.
- Sammo Hung, acteur hongkongais.
- Sony Chan, humoriste française.
- Francis Ng, acteur hongkongais.
- Jackson Wang, chanteur hongkongais.
- Kwok Ho Ting, cycliste hongkongais.
- Lucas Wong
- Karen Seto, géographe américaine.
- Prince Wong, militante de Hong Kong.

## Codes
Hong Kong a pour codes :
- B-H, B-K et B-L, selon la liste des préfixes OACI d'immatriculation des aéronefs,
- HK, selon la liste des codes internationaux des plaques minéralogiques,
- HK, selon la norme ISO 3166-1, code alpha-2,
- HKG, selon la liste des codes pays du CIO,
- HKG, selon la norme ISO 3166-1 (liste des codes pays), code alpha-3,
- VH, selon la liste des préfixes des codes OACI des aéroports,
- HK, selon la liste des codes pays utilisés par l'OTAN, code alpha-2,
- HKG, selon la liste des codes pays utilisés par l'OTAN, code alpha-3,
- VR2, selon la liste officielle des préfixes d'indicatifs radio amateur.